# Pierre Ier (empereur du Brésil)
Pierre IV (roi de Portugal)
Vous lisez un « article de qualité » labellisé en 2012.
Pour les articles homonymes, voir Pierre de Portugal et Pierre du Brésil.
Pierre Ier (en portugais : Pedro I do Brasil), également connu sous le nom de Pierre IV (portugais : Pedro IV de Portugal), est né le 12 octobre 1798 au palais de Queluz, à Lisbonne, au Portugal, et mort le 24 septembre 1834 au même endroit. Surnommé « le Libérateur » ou « le Roi soldat », il règne sur le Brésil du 12 octobre 1822 au 7 avril 1831 et sur le Portugal entre le 10 mars et le 2 mai 1826.
Membre de la maison de Bragance, Pierre Ier est le quatrième enfant du régent Jean de Portugal et de son épouse l’infante Charlotte-Joachime d'Espagne. Né à Lisbonne en 1798, il quitte le Portugal avec sa famille au moment de l’invasion du pays par les forces françaises, en 1807, et grandit à Rio de Janeiro, au Brésil.
Malgré la libération du Portugal en 1811 et la chute de Napoléon Ier en 1815, les Bragance décident de rester vivre au Nouveau Monde et la colonie du Brésil est promue au rang de royaume en 1815 avec la création du Royaume uni de Portugal, du Brésil et des Algarves. L’éclatement d’une révolution libérale à Porto en 1820 oblige cependant la majorité des membres de la famille royale à rentrer en Europe en avril 1821. Avant de partir, le père de Pierre, désormais roi sous le nom de Jean VI, lui confie la régence du Brésil.
Arrivé au pouvoir, le prince doit affronter à la fois la menace des révolutionnaires brésiliens et l’insubordination des troupes coloniales portugaises, qui ambitionnent de faire de lui un chef d’État fantoche. Les Cortes portugaises désirant mettre un terme à l’autonomie du Brésil, Pierre est bientôt contraint à choisir entre sa loyauté vis-à-vis de son père et les intérêts de son pays d’adoption. Il finit ainsi par proclamer l’indépendance du Brésil le 7 septembre 1822 et se fait couronner empereur le 12 octobre suivant. Après deux ans de combats sporadiques contre les forces portugaises, le Brésil obtient officiellement son indépendance le 29 août 1825. Parallèlement, Pierre Ier met un terme à la révolte qui tente de faire des provinces du Nordeste un État indépendant (mars 1824).
Le mouvement sécessionniste qui se développe dans la province de Cisplatine (actuel Uruguay) début 1825 parvient par contre à mettre à mal le pouvoir de Pierre Ier. Soutenus par les Provinces-Unies du Rio de la Plata (actuelle Argentine), les révolutionnaires du sud contraignent le souverain à déclencher la guerre de Cisplatine puis à reconnaître l’indépendance du pays en 1828.
Pour aggraver les choses, Pierre devient brièvement roi de Portugal à la mort de son père, en mars 1826. Conscient de l’impossibilité de réunir à nouveau les couronnes portugaise et brésilienne, le souverain renonce finalement au trône portugais en faveur de sa fille aînée, la jeune Marie II, début mai. Cependant, à Lisbonne, son frère, le prince Michel, usurpe la couronne et se fait acclamer roi. Focalisé sur les affaires portugaises, l’empereur est alors accusé par les libéraux de ne pas s’impliquer assez dans le gouvernement du Brésil et de mener une politique conservatrice. À ces difficultés, s’ajoute un scandale provoqué par la liaison du souverain avec une courtisane du nom de Domitila de Castro et par la mort de sa première épouse, l’archiduchesse Marie-Léopoldine d’Autriche, que la rumeur l’accuse d’avoir tuée.
Après plusieurs années de tensions avec les libéraux, Pierre abdique finalement la couronne brésilienne au profit de son fils de cinq ans, le jeune Pierre II, le 7 avril 1831. Il quitte alors le pays avec sa seconde épouse, la princesse Amélie de Leuchtenberg, afin de restaurer les droits de Marie II sur le trône portugais. De retour en Europe, Pierre, qui arbore désormais le titre de duc de Bragance, envahit le Portugal depuis les Açores avec une armée de partisans (juillet 1832). Commence alors une longue période de guerre civile qui embrase bientôt toute la péninsule ibérique. Pierre meurt finalement de tuberculose le 24 septembre 1834, quelques mois à peine après la victoire des partisans de Marie II sur les miguelistes.

## Famille

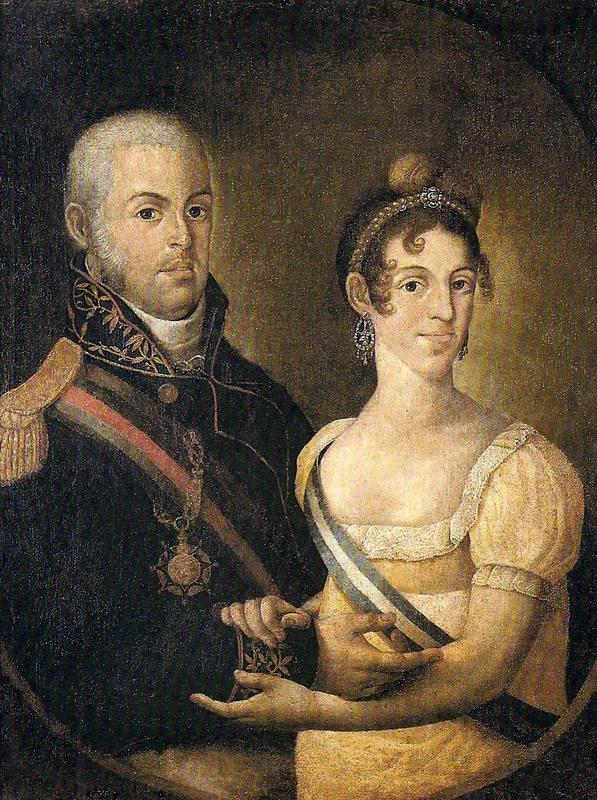
Le roi Jean VI de Portugal et son épouse l’infante Charlotte-Joachime. Tableau de Manuel Dias de Oliveira, vers 1815.

Membre de la maison de Bragance, Pierre Ier est l’aîné des fils survivants du roi Jean VI de Portugal (1767-1826) et de son épouse l’infante Charlotte-Joachime d’Espagne (1775-1830).
Par son père, il est donc le petit-fils de la reine Marie Ire de Portugal (1734-1816) et de son époux le roi-consort Pierre III de Portugal (1717-1786) tandis que, par sa mère, il a pour grands-parents le roi Charles IV d'Espagne (1748-1819) et la reine Marie-Louise de Parme (1751-1819).
Le 6 novembre 1817, Pierre épouse, à Rio de Janeiro, au Brésil, l’archiduchesse Marie-Léopoldine d’Autriche (1797-1826), fille de l’empereur François Ier d'Autriche (1768-1835) et de l'impératrice Marie-Thérèse de Naples (1772-1807).
De ce mariage naissent sept enfants, parmi lesquels quatre atteignent l’âge adulte :
- Marie II (1819-1853), reine de Portugal, qui est d’abord fiancée, en 1826, à son oncle le roi usurpateur Michel Ier de Portugal (1802-1866) avant d’épouser, en 1835, le prince Auguste de Leuchtenberg (1810-1835), duc de Santa-Cruz, puis, en 1836, le prince Ferdinand de Saxe-Cobourg-Kohary (1816-1885), devenu roi consort sous le nom de Ferdinand II de Portugal ;
- Michel de Portugal (1820-1820), infant de Portugal et prince de Beira ;
- Jean de Portugal (1821-1822), infant de Portugal et prince de Beira ;
- Janvière du Brésil (1822-1901), infante de Portugal puis princesse impériale du Brésil (1831-1845), qui épouse, en 1844, le prince Louis des Deux-Siciles (1824-1897), comte d’Aquila et vice-roi de Sicile (1848-1848) ;
- Paule du Brésil (1823-1833), princesse du Brésil ;
- Françoise du Brésil (1824-1898), princesse du Brésil, qui épouse, en 1843, le prince François d’Orléans (1818-1900), prince de Joinville ;
- Pierre II du Brésil (1825-1891), empereur du Brésil (1831-1889), qui épouse, en 1843, la princesse Thérèse-Christine des Deux-Siciles (1822-1889).

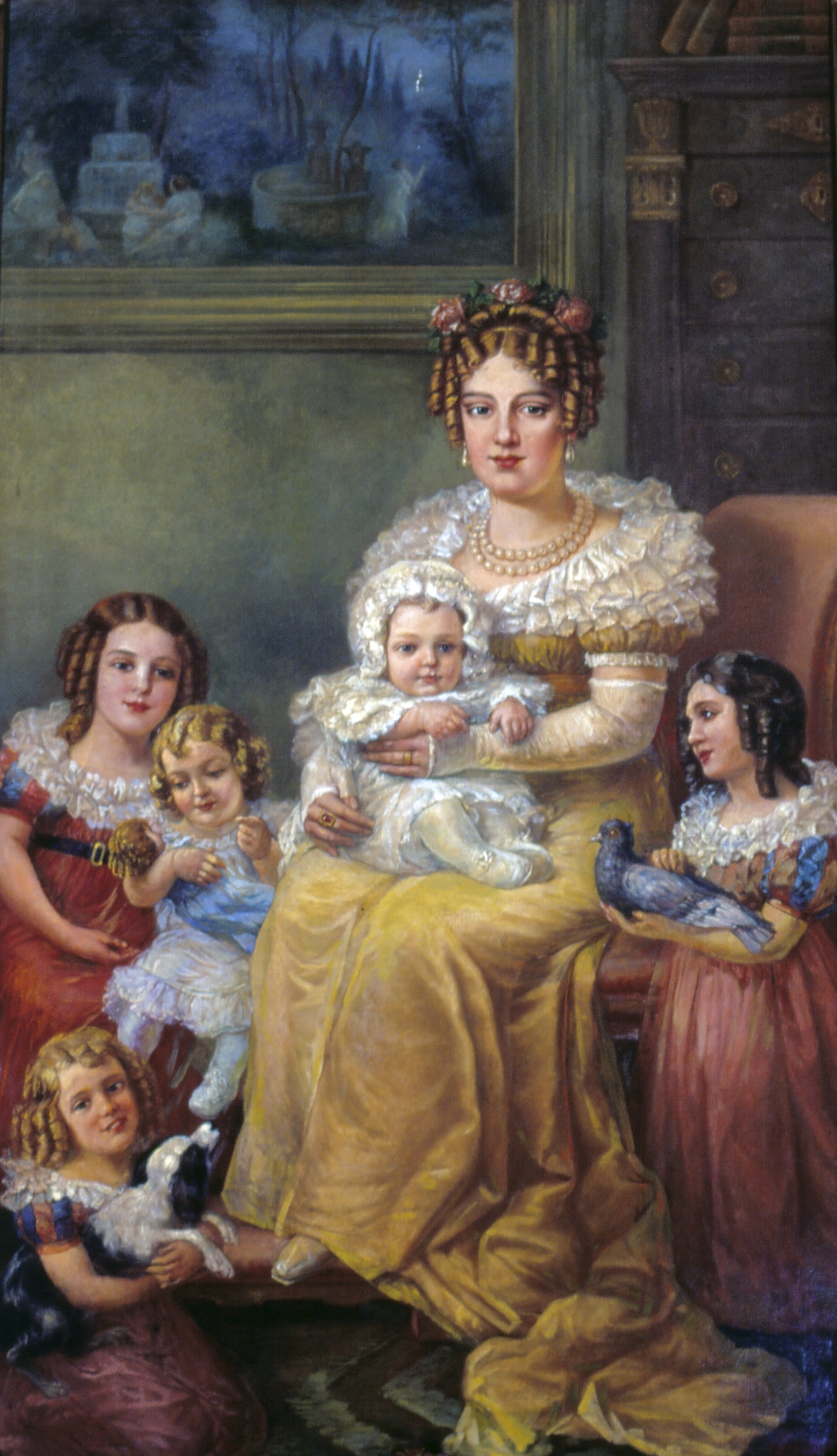
Portrait de Léopoldine de Habsbourg et de ses enfants, de Domenico Failutti.

Devenu veuf en 1826, Pierre Ier se remarie à la princesse Amélie de Leuchtenberg (1812-1873), fille du prince Eugène de Beauharnais (1781-1824) et de la princesse Augusta-Amélie de Bavière (1788-1851). De ce mariage naît une fille :
- Marie-Amélie du Brésil (1831-1853), princesse du Brésil, qui meurt avant d’avoir pu épouser son fiancé, le futur Maximilien Ier du Mexique (1832-1867).

Par sa maîtresse Domitila de Castro (1797-1867), vicomtesse puis marquise de Santos, Pierre Ier est le père de quatre enfants illégitimes :
- Isabelle-Marie d'Alcantara Brasileira (1824-1898), duchesse de Goiás, légitimée en 1826, qui épouse, en 1843, le comte Ernst Fischler von Treuberg (1816-1867), petit-fils du prince Charles de Hohenzollern-Sigmaringen (1724-1785). Ce sont les ancêtres du cinéaste allemand Franz von Treuberg (1907-1982) ;
- Pierre d’Alcantara Brasileiro (1825-1825), qui devait être titré duc de São Paulo ;
- Marie-Isabelle d’Alcantara Brasileira (1827-1828), qui devait être titrée duchesse de Ceará ;
- Marie-Isabelle d’Alcantara Brasileira (1830-1896), reconnue de façon posthume en 1834, qui épouse Pedro Caldeira Brant (1814-1881), comte d’Iguaçu.

Par une sœur de Domitila, Maria Benedita de Castro (1792–1857), baronne de Sorocaba, Pierre Ier est le père d’un autre fils illégitime :
- Rodrigo Delfim Pereira (1823-1891), seigneur de la Quinta das Murtas, reconnu de façon posthume en 1834, qui épouse Carolina Maria Bregaro (1836-1915). Ce sont les arrière grands-parents du Premier ministre portugais Francisco Pinto Balsemão (1937).

Enfin, par une dernière maîtresse, Clémence Saisset (dates de vie inconnues), Pierre Ier est le père d’un dernier fils illégitime :
- Pierre d’Alcantara Brasileiro (1829-?), reconnu de façon posthume en 1834.

## Jeunesse

### Petite enfance

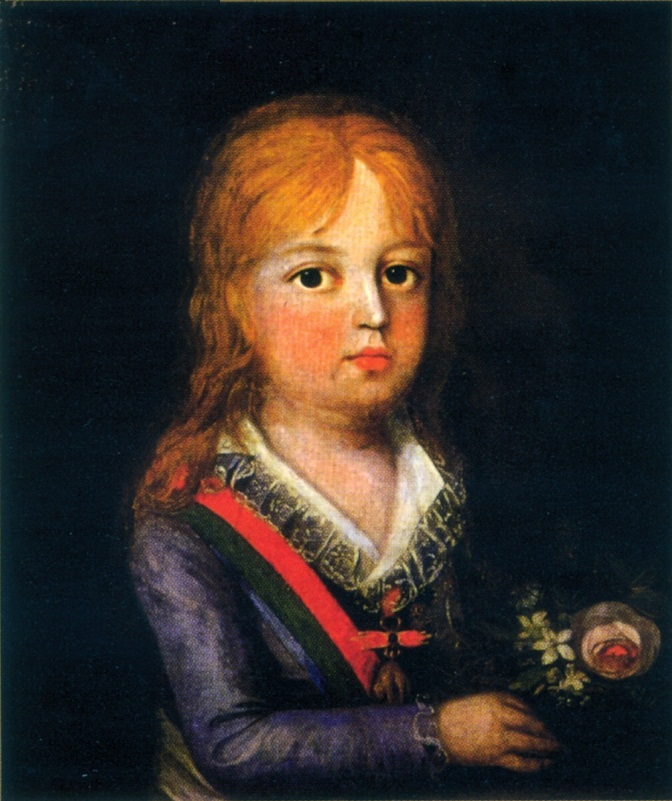
Le prince Pierre, vers l’âge de deux ans. Tableau d’Augustin Esteve, 1800.

Le futur Pierre Ier naît le 12 octobre 1798, à 8 h 0, au palais de Queluz, près de Lisbonne, dans le royaume de Portugal,,. Il reçoit alors les noms de « Pierre d’Alcantara François Antoine Jean Charles Xavier de Paule Michel Raphaël Joachim Joseph Gonzague Pascal Cyprien Séraphin ». Devenu l’aîné des fils du prince du Brésil après la mort de son frère François-Antoine, en 1801, l’enfant reçoit le titre de prince de Beira et prend, du même coup, la deuxième place dans l’ordre de succession au trône portugais.
Issus d’un mariage malheureux, le prince Pierre et sa fratrie grandissent auprès de leur grand-mère, la reine Marie Ire, au palais de Queluz, tandis que leur père, le prince du Brésil, réside au palais national de Mafra et que leur mère, l’infante Charlotte-Joachime, habite au palais de Ramalhão. Pierre ne rencontre ainsi ses parents qu’en de rares occasions, lors des cérémonies officielles organisées dans la résidence de la souveraine,.
Les dissensions qui existent entre les parents de Pierre, et qui aboutissent à leur séparation de fait en 1802, sont dues à des divergences politiques. Depuis 1792 et la proclamation de la folie de Marie Ire, le prince du Brésil assume les fonctions de régent du royaume,. Or, son épouse est une femme ambitieuse, qui soutient fermement les intérêts de l’Espagne et des Bourbons, même lorsqu’elle agit ainsi au détriment de son pays d’adoption et de son mari. Réputée infidèle, elle va jusqu’à tenter de renverser son époux avec le soutien d’aristocrates portugais, ce qui lui vaut d’être éloignée de la famille royale,.

### L’invasion du Portugal et le départ au Brésil

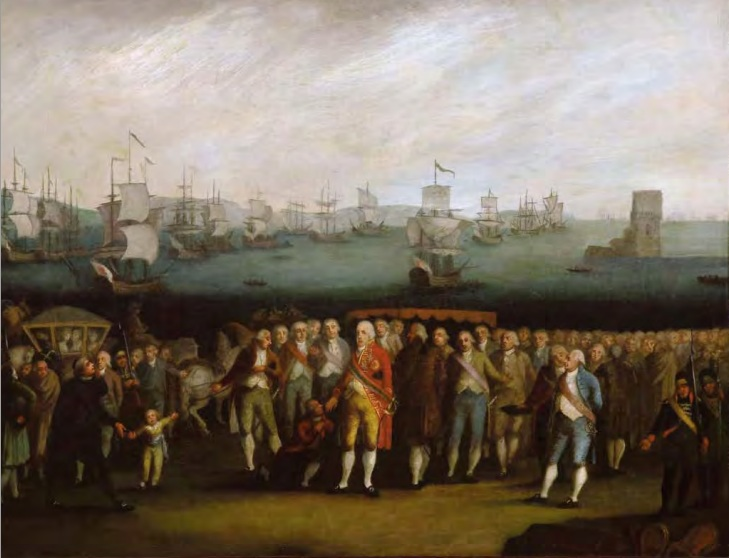
Le départ de la cour portugaise au Brésil. Tableau anonyme, début du XIXe siècle.

Le 20 novembre 1807, les troupes de Napoléon Ier envahissent le Portugal, qui refuse d’adhérer au blocus continental dirigé contre le Royaume-Uni. Incapables de résister aux forces françaises, qui prennent rapidement la direction de Lisbonne, les Bragance décident de fuir au Brésil, la plus riche et la plus développée des colonies portugaises. Le 29 novembre, la cour embarque donc pour le Nouveau Monde et Pierre, qui a alors neuf ans, part pour un voyage de quatre mois à travers l’Atlantique,,.
Pendant ce périple, le prince se lance dans la lecture de l’Énéide de Virgile et passe de longs moments à discuter avec l’équipage de son navire. Ce faisant, il ne tarde pas à acquérir des connaissances en navigation,.
Arrivés à Rio de Janeiro en mars 1808,,, Pierre et sa famille s’installent d’abord dans le palais auparavant occupé par les vice-rois du Brésil. Puis, le prince de Beira et son frère Michel accompagnent leur père au palais de Saint-Christophe.

### Formation intellectuelle

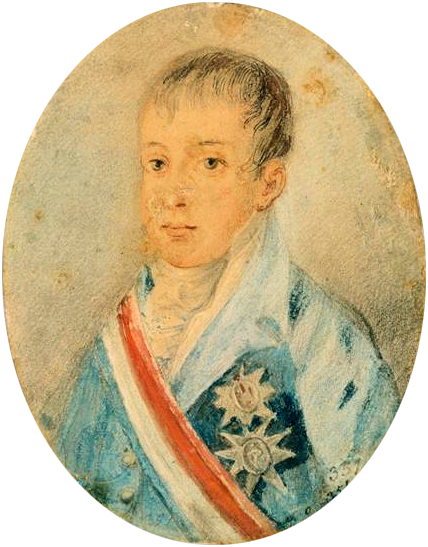
Le prince Pierre vers l’âge de 11 ans. Tableau de Francesco Bartolozzi, vers 1809.

Bien qu’il n’ait jamais été très proche de son père, Pierre ressent de l’affection pour lui et en veut profondément à sa mère pour les constantes humiliations qu’elle lui a fait subir depuis leur mariage,. Une fois devenu adulte, le prince traite d’ailleurs ouvertement Charlotte-Joachime de « putain » et ne lui montre plus que du mépris.
Le contact précoce de Pierre avec la trahison, la froideur et la négligence ont un impact important sur la formation de son caractère. Tout au long de son enfance, une certaine stabilité lui est toutefois fournie par la présence de sa gouvernante (aia), Dona Maria Genoveva do Rêgo e Matos, qu’il considère comme sa propre mère,, et par son précepteur (aio), le frère António de Arrábida, qui devient son mentor. Chargés de l’éducation du prince, ces deux personnages cherchent à lui donner le meilleur enseignement possible. L’enfant étudie ainsi les mathématiques, l’économie politique, la logique, l’histoire et la géographie. Il apprend par ailleurs à lire et à écrire le portugais, le latin et le français,,. Il acquiert en outre assez d’anglais pour pouvoir le traduire et assez d’allemand pour le comprendre. Studieux, le prince continue toute sa vie à consacrer au moins deux heures de son quotidien à la lecture et au travail intellectuel,, ce qui ne l’empêche pas, parfois, de congédier ses professeurs pour se consacrer à des activités plus futiles.
Malgré ses qualités, l’éducation que reçoit Pierre n’est pas sans lacune. Pour l’historien Otávio Tarquínio de Sousa, le prince « était sans l’ombre d’un doute intelligent, vif d’esprit [et] perspicace ». Cependant, l’historien Roderick J. Barman explique aussi qu’il était, par nature, « trop bouillonnant, trop erratique, et trop émotif ». Tout au long de sa vie, il est resté impulsif et n’a jamais appris à se contrôler ou à évaluer les conséquences de ses décisions pour les adapter en fonction des changements de situation. De fait, son père n'a jamais autorisé personne à le corriger lorsqu’il était enfant.

### Du célibat au premier mariage
Au quotidien, Pierre préfère souvent les activités physiques à celles de la salle d’étude.
Au domaine de Santa Cruz, qui appartient à son père, il passe ainsi de longs moments à dompter des chevaux sauvages. Il devient par ailleurs un excellent cavalier et un excellent maréchal-ferrant,. Sur leurs montures, Pierre et son frère Michel font preuve de beaucoup d’endurance et d’audace. Ils apprécient particulièrement la chasse à courre en terrain inconnu, à travers la forêt, et cela même de nuit ou par mauvais temps. Pierre possède également un talent particulier pour le dessin et le travail du bois. Il se dote ainsi d’un atelier personnel, où il pratique la sculpture sur bois et la menuiserie. Le prince nourrit également un goût certain pour la musique et devient, sous la direction de Marcos Portugal, un compositeur talentueux. Doté d’une belle voix et doué pour la flûte, le trombone, le clavecin, le basson, le violon et la guitare, il n’hésite pas à utiliser ses connaissances musicales pour jouer des chansons populaires ou accompagner des danses comme le lundu, la modinha ou le fado.

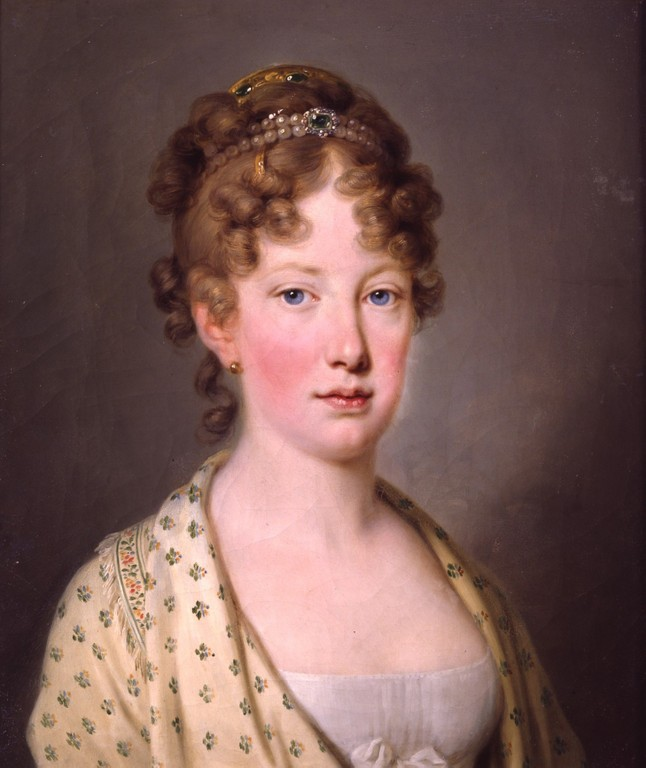
L’archiduchesse Marie-Léopoldine, première épouse de Pierre. Tableau de Joseph Kreutzinger, 1815.

Énergique, le caractère du Pierre confine parfois à l’hyperactivité. Le prince de Beira fait ainsi preuve d’impétuosité et montre une tendance dominatrice et colérique. Facilement ennuyé ou distrait, il remplit sa vie personnelle en courtisant les jeunes femmes, quand il ne chasse pas ou ne monte pas à cheval. Son esprit agité le pousse aussi à rechercher l’aventure. Déguisé en voyageur, il fréquente les tavernes des quartiers malfamés de Rio de Janeiro, où il boit rarement de l’alcool mais se révèle un infatigable coureur de jupons. Sa première relation amoureuse connue lie le prince à une danseuse française du nom de Noémie Thierry. Avec elle, il a un premier enfant illégitime, mort-né. Craignant de voir son fils compromettre ses chances de contracter une union dynastique à cause de cette liaison scandaleuse, le roi Jean VI (monté sur le trône en 1816) décide cependant de bannir la danseuse loin de la capitale brésilienne,.
Le 13 mai 1817, l’héritier du trône épouse par procuration l’archiduchesse Marie-Léopoldine, fille de l’empereur François Ier d'Autriche,. Arrivée à Rio de Janeiro le 5 novembre suivant, la jeune fille tombe immédiatement amoureuse de Pierre, qui se révèle beaucoup plus charmant et séduisant que ce qu’elle avait espéré. Après « des années passées sous un soleil tropical, sa peau [est] encore claire [et] ses joues [sont] roses ». Le prince de 19 ans est un beau jeune homme, de taille un peu au-dessus de la moyenne, avec des yeux sombres et brillants et des cheveux châtain foncé. « Sa belle apparence », nous dit l’historien Neill Macaulay, « tenait beaucoup à son allure, fière et droite même à un âge ingrat, ainsi qu’à sa toilette qui était impeccable. Généralement propre et bien mis, il avait pris l’habitude brésilienne de prendre souvent des bains ».
La messe nuptiale et la ratification des vœux formulés par les époux à l’occasion de leur mariage par procuration sont célébrées le lendemain de l’arrivée de l’archiduchesse au Brésil. Une fois leur union officialisée, le couple s’installe à la Quinta da Boa Vista, située dans le domaine du Palais de Saint-Christophe. Dans les années qui suivent, Pierre et Marie-Léopoldine donnent naissance à sept enfants (voir la section « Famille »).

## Du royaume luso-brésilien à la déclaration d’indépendance

### La Révolution libérale portugaise de 1820 et ses conséquences
En 1811, les troupes françaises sont définitivement chassées du Portugal mais le pays est loin de retrouver son indépendance pleine et entière. Réduit au rang de simple province du royaume luso-brésilien et soumis à une sorte de protectorat britannique, le Portugal connaît une grave crise politique, économique et sociale, aggravée par le refus des Bragance de rentrer à Lisbonne. Dans ce contexte difficile, une révolution libérale éclate à Porto le 24 août 1820 et se propage rapidement à tout le pays.
Au Portugal, l’armée forme un gouvernement provisoire et convoque une assemblée constituante élue démocratiquement, mais ce n’est que le 17 octobre 1820 que la nouvelle du soulèvement arrive au Brésil. Pris de court par les événements, le roi Jean VI demande alors, pour la première fois, conseil à son fils aîné. Il envisage, par ailleurs, d’envoyer celui-ci au Portugal afin d’y exercer une régence en son nom et d’écraser les révolutionnaires.

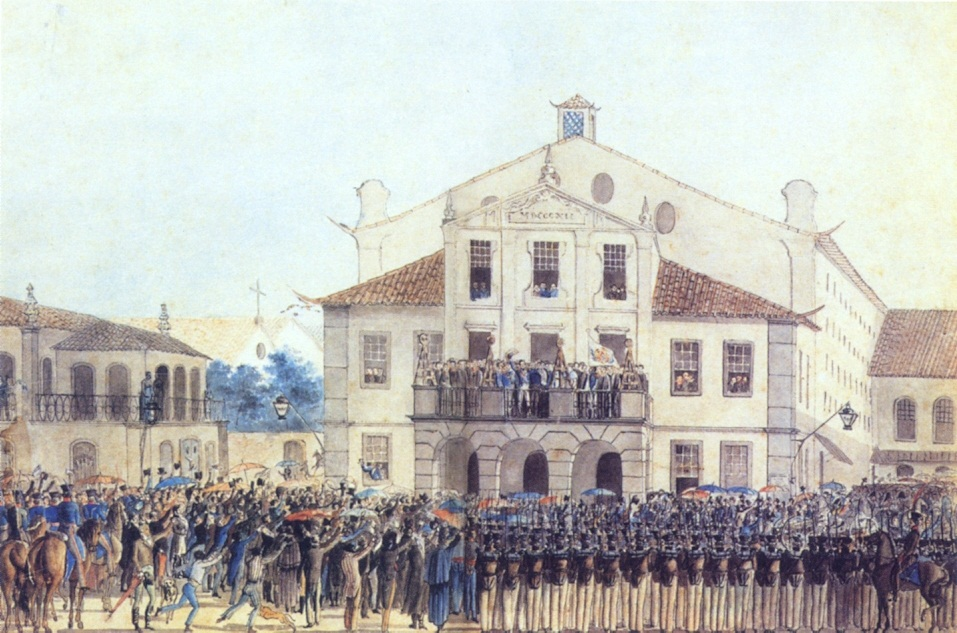
Le 26 février 1821, le prince Pierre jure, au nom de son père, le roi Jean VI, de respecter la future constitution portugaise. Œuvre de Félix-Émile Taunay, vers 1821.

Avant cet épisode, Pierre n’a jamais été autorisé à participer aux affaires du royaume et aucun effort n’a été fait par son père pour lui enseigner à gouverner. De fait, Jean VI a toujours eu davantage confiance en sa fille aînée, l'infante Marie-Thérèse, et c’est elle, plutôt que son héritier, qu’il a choisi de faire entrer au sein du Conseil d’État pour le conseiller. Fidèles partisans des principes absolutistes, le monarque et son entourage considèrent d’ailleurs le prince avec méfiance à cause de ses idées libérales et de son attachement au parlementarisme. Connaisseur des œuvres de Voltaire, de Benjamin Constant, de Gaetano Filangieri et d’Edmund Burke,,, Pierre est en effet un amoureux des « idées nouvelles », au grand dam de son épouse qui s’en offusque,.
Craignant de voir son fils proclamé roi par les révolutionnaires portugais, Jean VI repousse pendant plusieurs mois son départ en Europe. Mais, alors que la situation s’enlise à Lisbonne, la garnison portugaise stationnée à Rio de Janeiro se soulève à son tour le 26 février 1821. Pris au dépourvu par les événements, ni Jean VI, ni son gouvernement (pourtant en sécurité au palais de Saint-Christophe) ne réagissent face à la rébellion. Pierre prend alors l’initiative de rencontrer les unités mutinées et de négocier avec elles. Il convainc ensuite son père d’accepter leurs demandes, de nommer un nouveau cabinet et même de prêter serment d’obéissance à la constitution portugaise en gestation,,,.
Le 21 avril, les électeurs de la ville de Rio se réunissent à la Bourse de commerce pour y élire leurs représentants aux Cortes portugaises. Un petit groupe d’agitateurs profite alors du rassemblement pour prendre en otage les personnes présentes et former un gouvernement révolutionnaire. Une fois encore, Jean VI et ses ministres se révèlent incapables de réagir et le roi envisage d’accéder aux exigences des rebelles quand l’héritier du trône prend l’initiative d’envoyer l’armée rétablir l’ordre à la Bourse du commerce,,,.

### Régent du Brésil
Sous la pression des Cortes portugaises, Jean VI et la majorité des membres de la famille royale repartent finalement pour l’Europe, le 26 avril 1821. Conscient des bouleversements qui traversent son empire, le souverain demande cependant à Pierre de rester au Brésil avec Marie-Léopoldine et leurs enfants afin d’y assurer la régence. Il conseille par ailleurs à son héritier de prendre la tête du mouvement national brésilien si la révolution se développe dans le pays,,,.

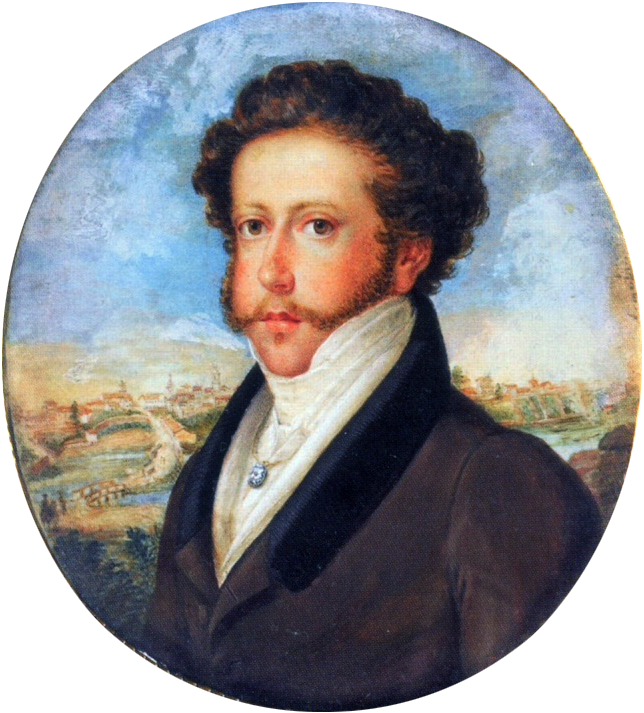
Pierre à l’âge de 23 ans, en août 1822. Derrière le prince, apparaît la ville de São Paulo. Tableau de Simplício Rodrigues de Sá, 1822.

Homme simple dans ses habitudes comme dans son rapport avec les autres, Pierre se montre facilement accessible avec ses concitoyens. À l’exception des occasions solennelles où il arbore la tenue de cour, il porte généralement des vêtements sans prétention (pantalon de coton blanc, veste en coton rayé et chapeau de paille à larges bords), et se contente d’une redingote et d’un chapeau haut de forme lors des occasions plus formelles,. En outre, il n’hésite pas, lorsqu’il se promène dans la rue, à engager la conversation avec les passants, afin de prendre connaissance de leurs préoccupations.
Dès le début de sa régence, Pierre promulgue des décrets qui garantissent les libertés fondamentales des citoyens. Il réduit par ailleurs les dépenses du gouvernement et les taxes,. Les propriétaires ne peuvent plus voir leurs biens confisqués et aucune arrestation arbitraire n’est plus permise. Les simples suspects ne peuvent plus être gardés à vue au-delà de 48 heures et ils acquièrent le droit à une représentation. La torture, les procès secrets et les traitements inhumains sont par ailleurs abolis,. Même les révolutionnaires arrêtés à la Bourse de commerce le 21 avril sont libérés.
Cependant, les réformes du prince ne parviennent pas à calmer toutes les oppositions. Le 5 juin 1821, les troupes portugaises placées sous l’autorité du lieutenant-général Jorge Avilez se soulèvent et exigent que Pierre prête serment d’obéissance à la future constitution portugaise. Comme il l’a fait en février, le prince se rend alors personnellement auprès des mutins pour discuter et négocier avec eux. Ce faisant, il se gagne le respect des soldats et parvient à réduire la portée de leurs demandes les plus inacceptables,. De fait, le soulèvement est une tentative de coup d’État à peine voilée, organisée par Avilez dans le but de prendre le pouvoir et de réduire Pierre au rang de simple figurant,,. Finalement, Pierre parvient à un accord avec les rebelles, mais il prévient que c’est la dernière fois qu’il cède sous la pression,.

### Du«Fico»au«cri d’Ipiranga»
La crise que traverse le Brésil s’amplifie encore lorsque les Cortes portugaises prennent la décision de dissoudre le gouvernement central établi à Rio de Janeiro et ordonnent au prince-régent de rentrer à Lisbonne,. La population brésilienne perçoit en effet cette décision comme une tentative de réduire à nouveau son pays au rang de colonie et d’abolir le Royaume uni de Portugal, du Brésil et des Algarves créé en 1815,. Le 9 janvier 1822, Pierre reçoit ainsi une pétition contenant pas moins de 8 000 signatures le priant de ne pas repartir en Europe,. Au grand déplaisir des Portugais, le prince répond alors : « Puisque c’est pour le bien de tous et pour le bonheur général de la Nation, je suis prêt. Dites au peuple que je reste »,,.

L’indépendance ou la mort ! Tableau de Pedro Américo représentant le « cri d’Ipiranga », 1888.

Profitant de la tournure des événements, le lieutenant-général Jorge Avilez organise une nouvelle mutinerie et tente de forcer Pierre à repartir à Lisbonne. Mais, cette fois, le prince-régent réagit avec force et appelle à lui les forces armées brésiliennes (qui n’ont jamais participé aux précédents soulèvements militaires) ainsi que la milice urbaine et la population civile,. Confrontés à des adversaires beaucoup plus nombreux qu’eux, Avilez et ses hommes finissent par se rendre et sont expulsés du Brésil,.
Pendant les mois qui suivent, Pierre cherche à maintenir un semblant d’unité avec le royaume de Portugal mais la rupture apparaît bientôt comme inéluctable. Secondé par un habile ministre, José Bonifácio de Andrada, le prince cherche à se gagner le soutien de l’ensemble des Brésiliens. En avril 1822, il visite ainsi la province de Minas Gerais et se rend, en août suivant, dans celle de São Paulo. À chaque fois, il est reçu avec enthousiasme et ses visites contribuent à renforcer son autorité,.
Pendant son voyage de retour à Rio de Janeiro, Pierre reçoit, le 7 septembre 1822, une lettre de son épouse, l’archiduchesse Marie-Léopoldine, et une autre du ministre José Bonifácio de Andrada qui l’avertissent de la nouvelle tournure des événements. Les Cortes portugaises viennent en effet d’annuler toutes les réformes prises par le cabinet Andrada et de retirer à Pierre les derniers pouvoirs qu’elles lui reconnaissaient encore. Scandalisé par ce qu’il vient de lire, le prince se tourne vers ses compagnons de voyage, parmi lesquels se trouve sa garde d’honneur, et déclare : « Mes amis, les Cortes portugaises veulent nous réduire en esclavage et nous juger. À partir de ce jour, nos relations sont brisées. Plus aucun lien ne nous unit désormais ». Après avoir jeté son brassard bleu et blanc rappelant sa soumission à la couronne portugaise, Pierre ajoute : « Retirez vos brassards, soldats. Saluons l’indépendance, la liberté et la sécession du Brésil ». Il dégaine ensuite son épée et ajoute : « Sur mon sang, sur mon honneur et sur Dieu, je jure de donner au Brésil sa liberté ». Le discours du prince se termine par un cri, connu aujourd’hui sous le nom de cri d’Ipiranga : « L’indépendance ou la mort ! »,,,.

## De la proclamation de l’Empire à l’indépendance formelle

### Entre couronnement et guerre d’indépendance

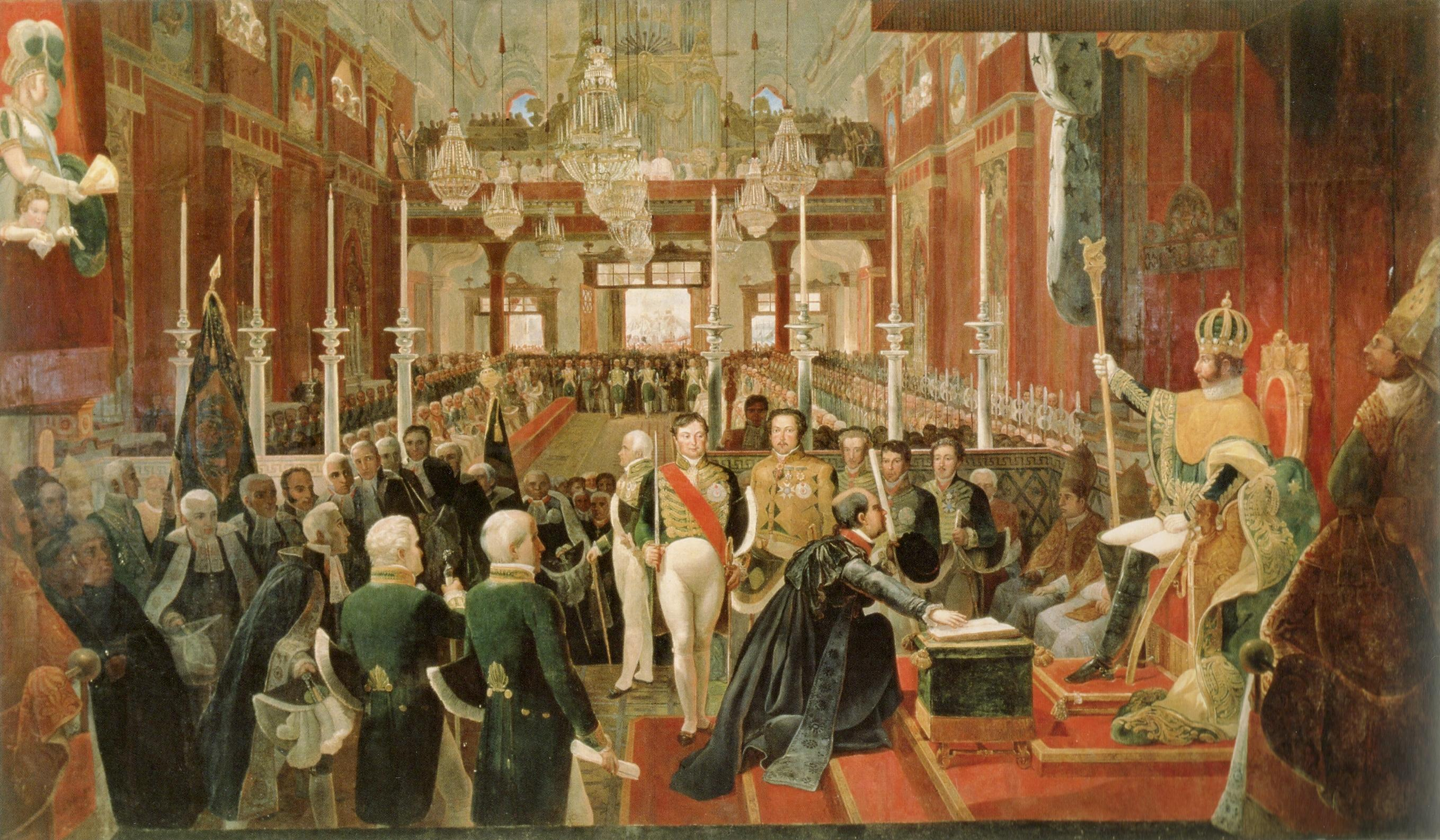
Le couronnement de Pierre Ier. Tableau de Jean-Baptiste Debret, 1822.

Durant le mois qui suit la déclaration d’indépendance, Jean VI de Portugal continue à être reconnu comme le souverain légitime du royaume du Brésil. De fait, le mouvement émancipateur n’est pas dirigé contre le monarque, qui est plutôt considéré comme une victime des Cortes portugaises. Ce n’est qu’après plusieurs semaines que Pierre accepte, à l’occasion de son 24e anniversaire, d’être proclamé empereur du Brésil (et non pas roi) à la place de son père (12 octobre 1822). Couronné le 1er décembre suivant, il fait toutefois savoir que si Jean VI revenait à Rio de Janeiro, il lui abandonnerait le trône,,.
Dans un premier temps, l’élévation de Pierre au rang d’empereur n’est pas reconnue par tous les territoires composant l’ancienne vice-royauté du Brésil et certaines régions du pays restent occupées par des unités portugaises jusqu’au début de l’année 1824. Le nouveau souverain et son gouvernement doivent donc soumettre par les armes plusieurs provinces du nord, du nord-est et du sud pour asseoir leur pouvoir,.

### La rupture avec Andrada

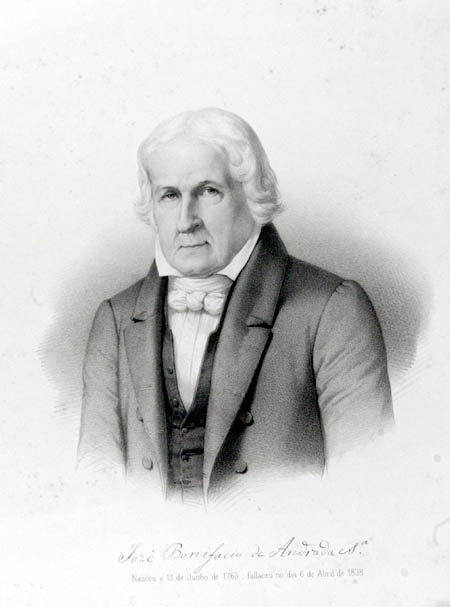
Le ministre José Bonifácio de Andrada. Gravure de S. A. Sisson, vers 1860.

Dans le même temps, les relations du monarque avec José Bonifácio de Andrada se détériorent. Alors qu’il a longtemps considéré celui-ci comme son mentor,, Pierre supporte de plus en plus mal la tendance de son ministre à agir avec lui comme un maître d’école avec son élève. L’empereur finit ainsi par démettre José Bonifácio de Andrada et son frère, Martim Francisco de Andrada, de leurs porte-feuilles ministériels, en les accusant d’abus de pouvoir. De plus en plus autoritaires, les deux hommes ont en effet profité de leur position gouvernementale pour harceler, poursuivre, arrêter et même exiler leurs ennemis politiques,,.
La disgrâce d’Andrada est le fruit de plusieurs mois de complot organisé par ses ennemis pour se gagner la cause de l’empereur. Alors que Pierre n’est encore que prince-régent, ceux-ci lui décernent ainsi le titre de « Défenseur perpétuel du Brésil » (13 mai 1822). Ils l’initient par ailleurs à la franc-maçonnerie (2 août 1822), et l’élèvent même au rang de grand-maître, poste auparavant occupé par Andrada (7 octobre 1822),,
La rupture entre le monarque et son ancien ministre a des conséquences immédiates sur le processus constitutionnel que connaît alors le pays. Membre de l’assemblée constituante élue en 1823, Andrada attaque en effet directement l’empereur, en alléguant l’existence d’un complot portugais contre le Brésil et en insinuant que, puisqu’il est lui-même né en Europe, Pierre Ier est forcément impliqué dans celui-ci,. Indigné par les invectives adressées à ses concitoyens d’origine portugaise et blessé par la mise en doute de sa propre loyauté, l’empereur décide de dissoudre l’Assemblée constituante, le 12 novembre 1823, et de convoquer de nouvelles élections,,. Mais, le jour suivant, il nomme un nouveau cabinet qu’il charge de rédiger un texte constitutionnel. Une fois terminé, ce document est transmis à tous les conseils municipaux du pays, et la majorité d’entre eux adoptent immédiatement le texte,,,,. La nouvelle constitution de l’Empire est promulguée le 25 mars 1824,,,,.

### Le soulèvement du nord-est et les négociations avec le Portugal

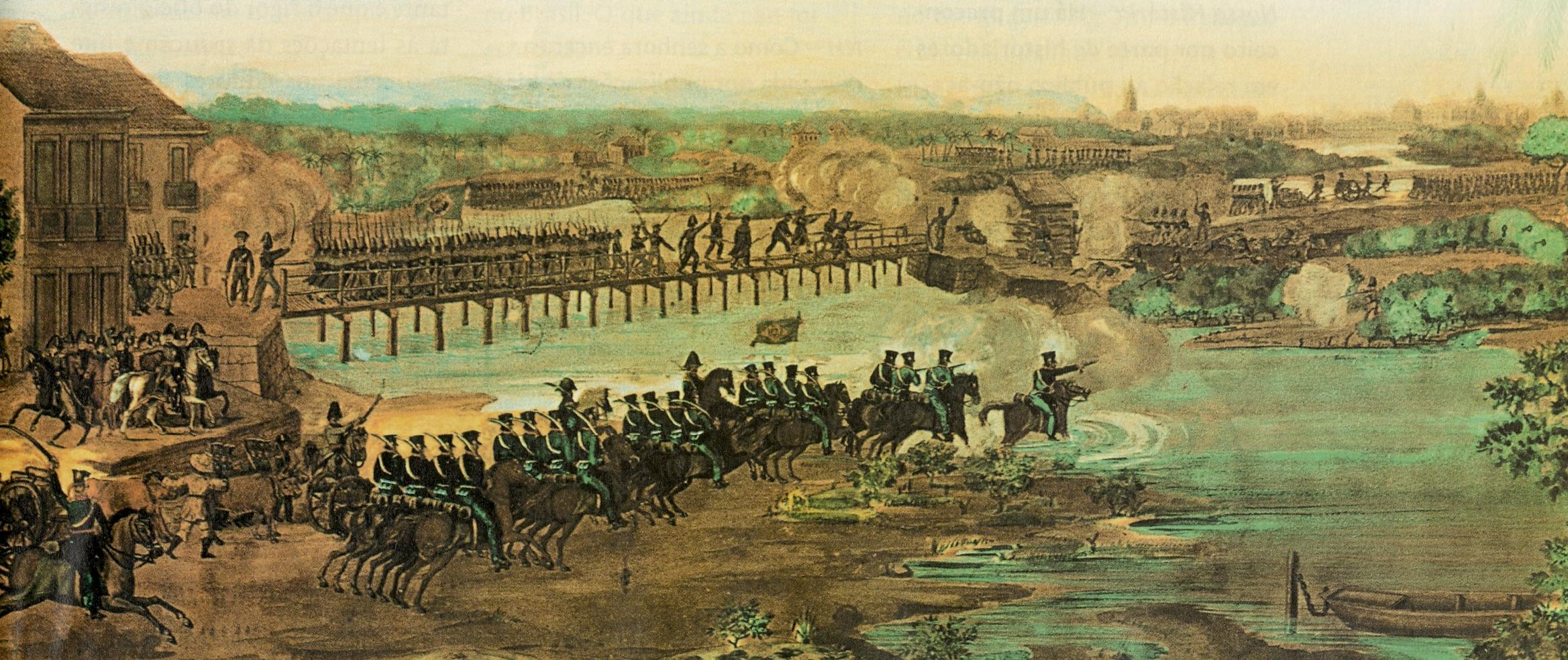
L’armée brésilienne combattant les troupes de la Confédération de l’Équateur à Recife, en 1824. Tableau anonyme, vers 1820.

Conséquence du haut degré de centralisation mis en place par la constitution impériale, un mouvement sécessionniste se développe dans les provinces de Ceará, de Paraíba et surtout de Pernambouc : c’est la confédération de l’Équateur,. Face au soulèvement de ces provinces, Pierre Ier cherche d’abord à éviter le bain de sang en tentant d’apaiser les rebelles,. Mais, devant l’échec de ses démarches, il s’exclame : « Que méritent les insultes du Pernambouc ? Assûrément un châtiment, mais un châtiment suffisamment grand pour servir d’exemple pour le futur ». La rébellion, qui n’est d’ailleurs jamais parvenue à s’imposer à l’ensemble des régions officiellement soulevées, est donc totalement écrasée à la fin de l’année 1824,. Seize rebelles sont alors jugés et exécutés, mais tous les autres sont toutefois graciés par l’empereur.
Dans le même temps, de longues négociations sont menées avec le Portugal afin que celui-ci reconnaisse officiellement l’indépendance du Brésil. Après des mois de pourparlers, un traité est finalement conclu en ce sens le 29 août 1825,,. Victoire diplomatique, le document a toutefois des conséquences très lourdes pour le Brésil, qui doit supporter seul le poids de l’indépendance. Le gouvernement de Pierre Ier s’engage en effet à payer une forte indemnité à son ancienne métropole et à dédommager tous les citoyens portugais qui ont perdu des biens durant la guerre d’indépendance. Plus humiliantes sont les clauses du traité qui autorisent le roi Jean VI de Portugal à arborer le titre d’empereur du Brésil,, et qui présentent l’indépendance du pays comme une décision du monarque portugais plutôt que comme la conséquence d’une guerre de trois ans,.
Une fois l’indépendance obtenue, l’empire du Brésil doit également récompenser le Royaume-Uni pour son rôle de médiateur durant les négociations diplomatiques qui se sont tenues avec le Portugal. Un traité commercial très favorable à la Grande-Bretagne est donc signé ainsi qu’une convention par laquelle Rio de Janeiro s’engage à mettre fin à la traite négrière dans les quatre ans. Il s’agit là de deux accords très durs pour les intérêts économiques brésiliens,.

## Crises intérieures et extérieures

### La crise de succession portugaise

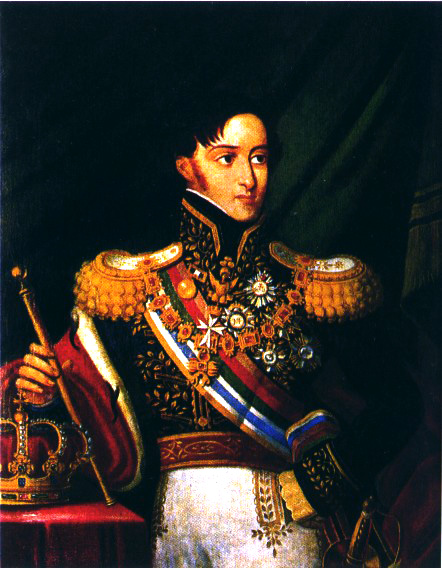
Le roi usurpateur Michel Ier de Portugal, vers 1828.

Quelques mois après la signature du traité de Rio de Janeiro, Pierre Ier apprend le décès de son père, survenu le 10 mars 1826, et par là même son élévation au titre de nouveau roi de Portugal, sous le nom de Pierre IV. Conscient que le retour à une union des couronnes luso-brésiliennes est désormais inenvisageable pour la population des deux pays, l'empereur choisit après un bref règne, le 2 mai, d'abdiquer la couronne portugaise,, en faveur de sa fille aînée, qui devient dès lors la reine Marie II. L'abdication du souverain est toutefois conditionnelle. Il exige en effet que le Portugal adopte la constitution qu’il a rédigée pour lui. Il demande par ailleurs que la jeune Marie puisse épouser son oncle, le prince Michel. Conscient des divisions qui existent à l'intérieur de la famille royale, l’empereur envisage l'union de sa fille et de son frère depuis 1822. Il essaie, par ailleurs, de convaincre Michel de revenir au Brésil et de l'empêcher ainsi de se positionner en candidat au trône de Portugal.
Exilé à Vienne depuis le soulèvement de l'Abrilada (1824), Michel finit par accepter la proposition de son frère et rentre à Lisbonne en 1828. Mais, une fois déclaré régent de Portugal, il abroge la constitution accordée par Pierre et se fait proclamer roi avec le soutien de sa mère, la reine Charlotte-Joachime, et des partisans de l’absolutisme. Déjà blessé par la trahison de son frère, l’empereur du Brésil voit alors la quasi-totalité des membres de sa famille se retourner contre lui. Ennemies du libéralisme, ses sœurs Marie-Thérèse, Françoise, Isabelle-Marie et Assomption finissent ainsi par rallier l’usurpateur. Seule l’infante Anne de Jésus reste fidèle à Pierre et se résout même à le rejoindre à Rio de Janeiro pour se rapprocher de lui.
Dévoré par la haine, Pierre finit par prêter foi aux rumeurs qui présentent son frère comme l’assassin du roi Jean VI. Surtout, l’empereur concentre son attention sur la politique intérieure et extérieure du Portugal. Malgré son abdication, il intervient à plusieurs reprises dans les affaires de son ancien royaume. Désireux de protéger les intérêts dynastiques de sa fille, il part également en quête de soutiens pour elle à l’étranger.

### Entre guerre de Cisplatine et déboires conjugaux
En avril 1825, un petit groupe de révolutionnaires proclame l’indépendance de la province brésilienne de Cisplatine (actuel Uruguay) avec le soutien des Provinces-Unies du Río de la Plata (actuelle Argentine). Dans un premier temps, le gouvernement impérial s’abstient de toute réaction, considérant la tentative de sécession comme une révolte sans conséquence. Plusieurs mois passent donc avant que Rio de Janeiro ne s’inquiète des visées des Provinces-Unies, qui espèrent de leur côté annexer la Cisplatine. En décembre, le Brésil finit toutefois par déclarer la guerre à sa voisine, déclenchant ainsi la guerre de Cisplatine. Désireux de s’assurer le soutien de la population, Pierre Ier se rend alors en voyage dans la province de Bahia avec Marie-Léopoldine et leur fille Marie. L’expédition est un succès et la famille impériale est reçue chaleureusement par la population.

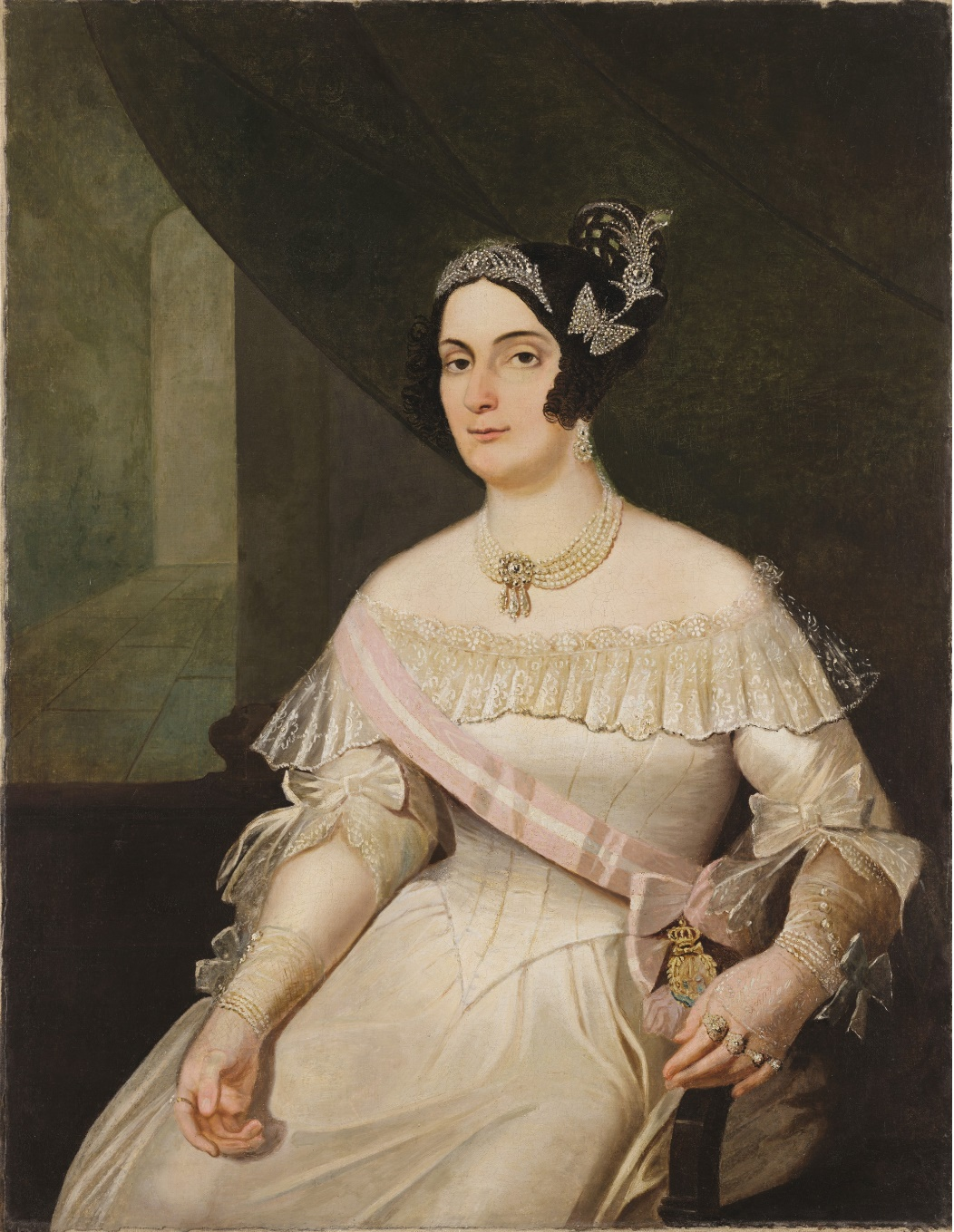
Portrait de Domitila de Castro par Francisco Pedro do Amaral. Date inconnue.

Pendant ce voyage dans le nord-est, le couple impérial est accompagné par Domitila de Castro, comtesse et ensuite marquise de Santos, qui est la maîtresse de l’empereur depuis leur première rencontre en 1822. Depuis son mariage avec l’archiduchesse Marie-Léopoldine, le souverain ne s’est jamais montré un mari fidèle ; il a cependant toujours pris garde de cacher à son épouse ses escapades avec d’autres femmes. Or, l’engouement du souverain pour sa nouvelle maîtresse est tel qu’il en perd toute limite. Dans ces conditions, l’impératrice doit à la fois endurer les affronts de son époux et les commérages de la cour et de la population.
Sa relation avec Domitila gagnant en intensité, Pierre Ier se montre de plus en plus dur avec son épouse. Il interdit ainsi à Marie-Léopoldine de quitter le palais impérial, la prive de tout revenu et l’oblige même à prendre Domitila comme dame de compagnie,. Dans le même temps, Domitila profite de sa nouvelle situation pour avancer ses intérêts ainsi que ceux de sa famille et de son entourage. À la cour, toute personne à la recherche d’une faveur ou désireuse de soumettre un projet au monarque doit désormais passer par sa favorite plutôt que par des canaux plus légaux.
Le 24 novembre 1826, Pierre Ier quitte Rio et embarque pour la ville de São José, dans la province de Santa Catarina. De là, il prend la route pour Porto Alegre, capitale du Rio Grande do Sul, où le gros des troupes brésiliennes est alors stationné. Arrivé à destination le 7 décembre, l’empereur découvre une situation militaire beaucoup plus précaire que celle que lui avaient présentée les premiers rapports. Il réagit alors avec son énergie habituelle, donne une avalanche d’ordres, limoge les officiers les plus incompétents, fraternise avec ses soldats, et bouleverse l’administration civile et militaire. Après quelques jours toutefois, l’empereur repart pour Rio de Janeiro ; il est encore sur la route lorsqu’il apprend le décès de Marie-Léopoldine après une fausse couche,. Au même moment, une rumeur se développe à Rio accusant le souverain d’avoir précipité la mort de son épouse en la malmenant physiquement durant une dispute.
Dans le sud, la guerre se poursuit sans qu’aucun espoir de paix ne semble se profiler. Le conflit s’enlisant, des unités de mercenaires irlandais et allemands se mutinent dans la capitale en juin 1828,. Soumis à des conditions de vie très dures, ces soldats étrangers ont fini par accepter de l’argent des Provinces-Unies en échange de leur soulèvement et de la capture de l’empereur,. La mutinerie est écrasée dans le sang par les Brésiliens mais Pierre Ier se résout à mettre fin à la guerre peu de temps après. Le 27 août 1828, le Brésil reconnaît donc l’indépendance de la Cisplatine, qui devient alors la « république orientale de l’Uruguay »,.

### Rupture avec Domitila et remariage
Après le décès de Marie-Léopoldine, Pierre Ier prend conscience des mauvais traitements qu’il lui a fait subir et son affection pour Domitila commence à décliner. Contrairement à sa maîtresse, l’impératrice était une femme populaire, honnête et aimante qui n’attendait jamais aucune faveur de son époux. Pris de remords et nostalgique de sa femme, le souverain ressent alors un grand vide, que même sa passion pour Domitila ne parvient pas à remplir. C’est ainsi que la marquise de Santos trouve un jour l’empereur à terre, en train de pleurer, avec un portrait de Marie-Léopoldine entre ses bras et persuadé d’avoir vu le fantôme de l’impératrice un moment auparavant,,,. À une autre occasion, Pierre quitte brusquement le lit de Domitila en criant : « Laisse-moi tranquille ! Je sais que je mène une vie indigne d’un souverain. La pensée de l’impératrice ne me quitte pas »,. Habité par le chagrin, le monarque n’en oublie pas pour autant ses enfants, désormais orphelins de mère. Plus d’une fois, il est vu embrassant son fils, le futur Pierre II, et lui disant : « Pauvre garçon, tu es le prince le plus malheureux du monde ! ».

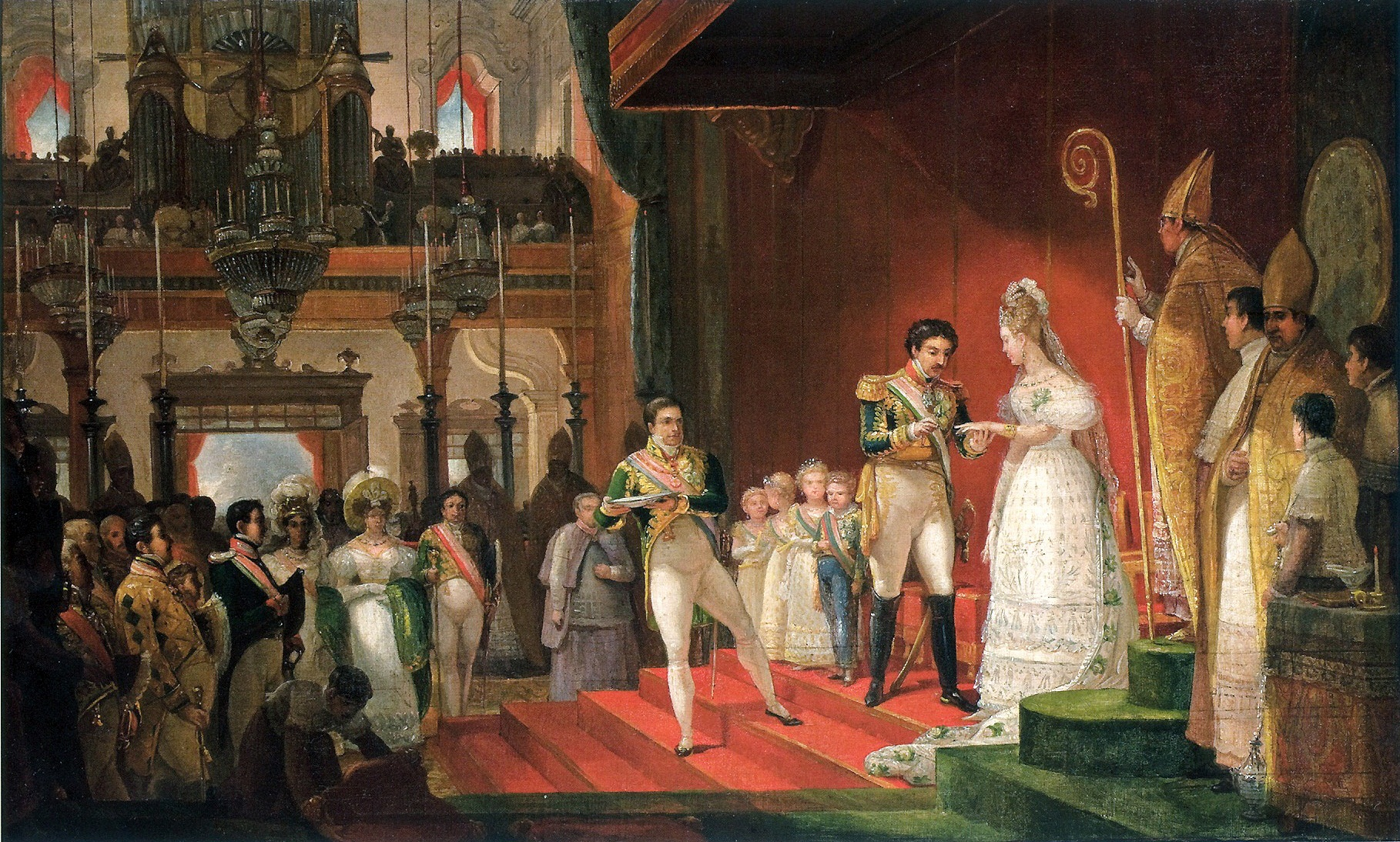
Le mariage de Pierre Ier et d’Amélie de Leuchtenberg. Tableau de Jean-Baptiste Debret, vers 1829.

Le 27 juin 1828, Domitila de Castro est finalement bannie par l’empereur et quitte Rio de Janeiro. Résolu à se remarier et à devenir une personne meilleure, Pierre entend ainsi donner des gages de sa sincérité. Dans une lettre à son beau-père, l’empereur François Ier d'Autriche, il déclare : « toutes mes faiblesses ont disparu [et] je ne retomberai pas dans les mêmes erreurs, que je regrette et pour lesquelles je demande pardon à Dieu ». Cependant, le souverain autrichien se montre moins que convaincu par l’argumentaire de son gendre. Profondément offensé par l’attitude de Pierre vis-à-vis de sa fille, François Ier contrecarre tous ses projets matrimoniaux et s’oppose même aux intérêts de Pierre dans les affaires portugaises.
Du fait de sa réputation de mauvais mari, l’empereur voit les cours européennes décliner ses demandes en mariage les unes après les autres. Blessé par ces refus humiliants, il finit par demander à Domitila de revenir à la Cour, ce qu’elle fait le 29 avril 1829, après presque un an d’absence,. Pierre Ier met toutefois définitivement fin à sa liaison après qu’une princesse a finalement accepté sa demande en mariage. Domitila quitte alors une nouvelle fois la capitale, le 27 août 1829, et retourne vivre dans la région de São Paulo, où elle reste jusqu’à sa mort.
Le 2 août, l’empereur épouse par procuration la princesse Amélie de Leuchtenberg,. Malgré la modestie de ses origines,,, la jeune fille parvient à éblouir son époux par sa beauté lorsqu’il la rencontre pour la première fois en personne, le 15 octobre 1829,. Une cérémonie de mariage est organisée deux jours plus tard et le couple réitère alors les vœux qu’il a formulés l’été précédent,.
Une fois Domitila bannie de la Cour, la volonté du souverain de devenir une meilleure personne se révèle sincère. Il devient ainsi un mari fidèle et ne noue plus aucune relation extraconjugale,,. Il fait par ailleurs la paix avec José Bonifácio de Andrada, son ancien Premier ministre et mentor,. De son côté, Amélie se montre une épouse attentionnée et une belle-mère aimante avec ses beaux-enfants. Appréciée par la Cour comme par l’opinion publique, elle contribue à redonner une image de normalité à la famille impériale.

## Un monarque de plus en plus critiqué

### Conflit avec les libéraux
Dès les premiers jours de l’Assemblée constituante de 1823, et avec une ardeur accrue après l’ouverture du parlement en 1826, une lutte de pouvoir éclate entre l’empereur et le pouvoir législatif. D’un côté, le souverain et ses partisans veulent imposer un pouvoir exécutif fort, où l’empereur nommerait lui-même ses ministres et dirigerait la politique nationale et le gouvernement. Face à eux, l’opposition, organisée dans le Parti libéral, exige que le cabinet soit composé uniquement de députés issus de la majorité parlementaire et dirige la politique nationale tout en étant responsable devant l’Assemblée,,. Malgré tout, les différences entre les deux camps ne sont pas si claires : tous deux se revendiquent en effet du libéralisme et soutiennent donc la monarchie parlementaire,,.

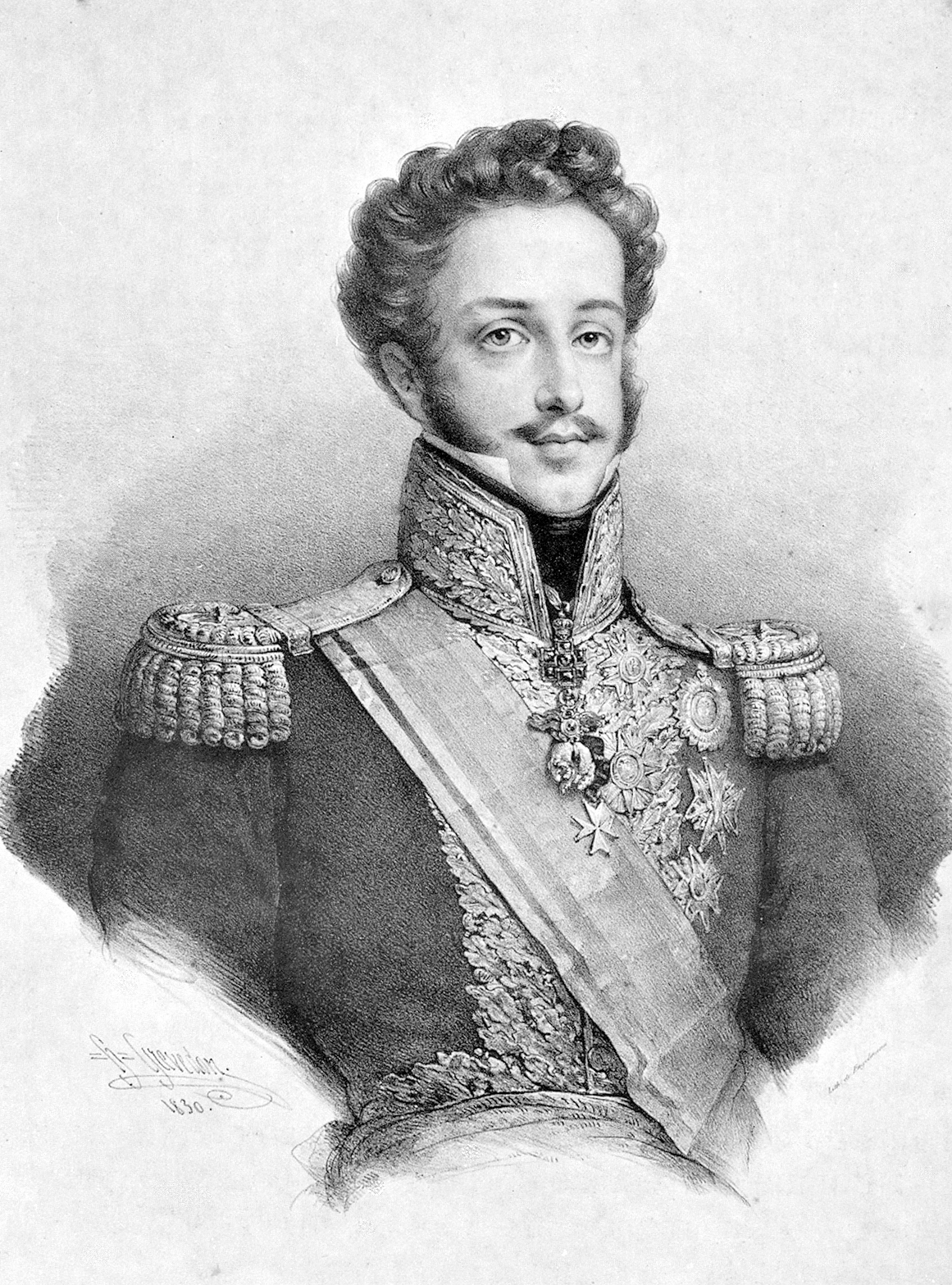
Pierre à l’âge de 32 ans. Lithographie de Lourenço Luis Lacombe, 1830.

En dépit de ses erreurs politiques, jamais Pierre ne passe outre la constitution durant son règne. À aucun moment, il n’a ainsi recours à la fraude électorale ou à un quelconque subterfuge pour influer sur le résultat des élections. Il refuse également de ratifier des actes qui n’ont pas été contresignés par le gouvernement ou d’imposer des restrictions à la liberté d’expression,. Il refuse par ailleurs de profiter de ses prérogatives en dissolvant l’Assemblée nationale et en convoquant de nouvelles élections à chaque fois qu’il est en désaccord avec le pouvoir législatif.
Faute d’autres angles d’attaque, les journaux et les pamphlets libéraux s’en prennent aux origines européennes de l’empereur. Ils pointent, non sans raison, la propension du souverain à s’occuper des affaires portugaises plutôt que de celles du Brésil. Mais ils l’accusent aussi, sans aucun fondement, de comploter pour restaurer le royaume luso-brésilien et abolir la constitution. Les amis portugais de l’empereur, parmi lesquels Francisco Gomes da Silva (surnommé le « bouffon » par l’opposition), sont également touchés par ces critiques et suspectés de former un « cabinet noir » autour du monarque,. Pourtant, aucun des proches de Pierre Ier ne montre de l’intérêt pour ce type d’activité et jamais aucune cabale n’est mise en place dans le pays pour abolir la constitution ou refaire du Brésil une colonie portugaise.
Une autre critique adressée à Pierre Ier par l’opposition libérale est liée à ses opinions abolitionnistes. L’empereur souhaite en effet éliminer graduellement l’esclavage du pays. Or, le pouvoir législatif, seul apte à voter la fin de la servitude, est dominé par des propriétaires d’esclaves qui sont opposés à toute évolution dans ce domaine,. Dans ces conditions, l’empereur cherche à persuader les autres propriétaires d'esclaves en leur montrant l’exemple : il fait ainsi de son domaine de Santa Cruz un modèle en y octroyant des terres à ses esclaves affranchis,.
Tout au long de sa vie, l’empereur professe également d’autres idées avancées. Ainsi, lorsqu’il déclare son intention de rester au Brésil, le 9 janvier 1822, il refuse que la population lui accorde l’honneur de dételer ses chevaux pour tirer elle-même son chariot. Prenant la parole, il dénonce alors simultanément le droit divin des rois, la soi-disant supériorité de la noblesse et le racisme et déclare : « je suis affligé de voir mes frères humains rendre à un homme l’hommage réservé à une divinité ; je sais que mon sang est de la même couleur que celui des nègres »,.

### L’abdication
Les efforts faits par l’empereur pour contenter le parti libéral aboutissent à des changements importants dans la vie politique du Brésil. En 1827, Pierre Ier donne ainsi son soutien à une loi qui établit la responsabilité ministérielle. Puis, le 19 mars 1831, il nomme un cabinet composé de personnalités issues de l’opposition, ce qui donne un rôle plus important au parlement au moment de la formation du gouvernement. Finalement, l’empereur octroie à plusieurs de ses amis portugais (dont Francisco Gomes da Silva) des charges qui les conduisent en Europe : il met ainsi fin aux rumeurs de complot royal et de « cabinet noir » sans pour autant désavouer son entourage,.

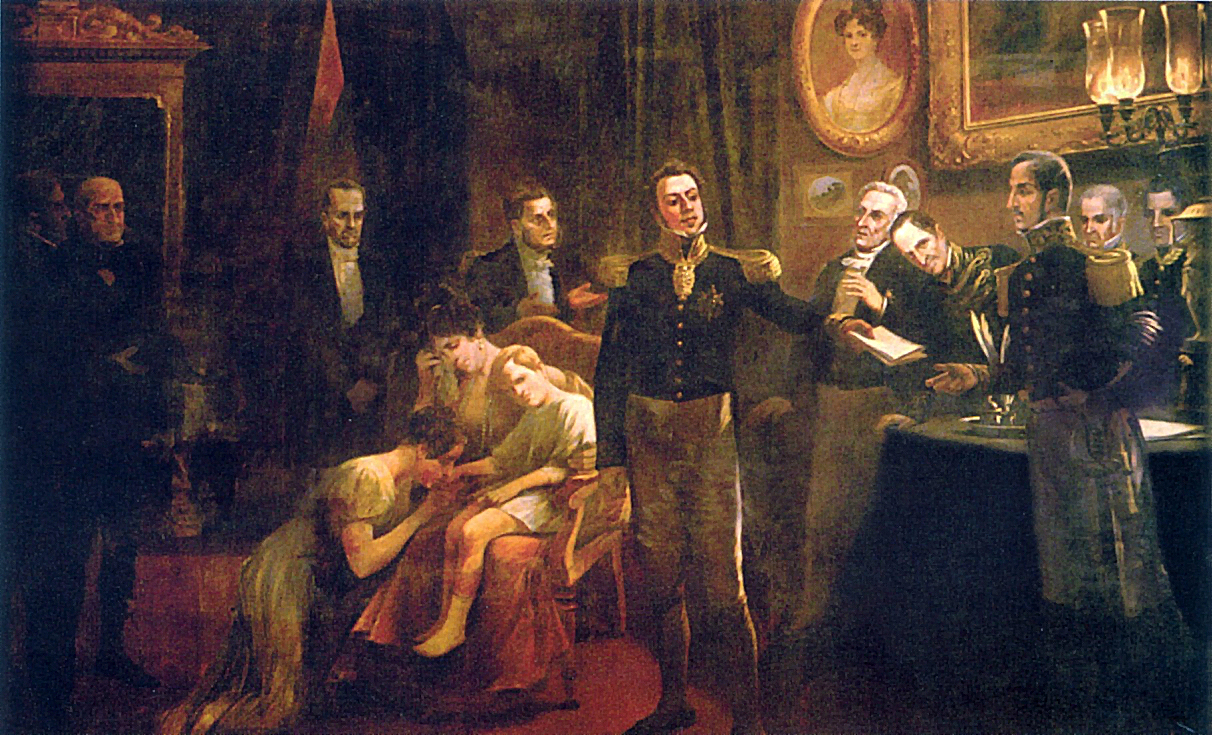
L’abdication de Pierre Ier le 7 avril 1831. Tableau d’Aurélio de Figueiredo, 1911.

Malgré tout, ces mesures n’empêchent pas les libéraux brésiliens de continuer à s’en prendre au gouvernement et à l’entourage portugais de l’empereur. Frustré par l’intransigeance de ses adversaires, Pierre Ier fait preuve de lassitude face à un contexte politique qui se détériore. Dans le même temps, les libéraux portugais exilés au Brésil tentent par tous les moyens de convaincre le souverain de quitter le Nouveau Monde pour se consacrer à la restauration de la jeune Marie II. Selon Roderick J. Barman, « [Dans] les situations difficiles, les capacités de l’empereur resplendissent : il garde son sang froid et se montre débrouillard et inébranlable dans l’action. La vie de monarque constitutionnel, pleine d’ennui, de prudence et de conciliation, se heurte à l’essence de son caractère ». Dans le même temps, l’historien remarque que le souverain « trouve dans la succession de sa fille tout ce qui fait le plus appel à son caractère. En se rendant au Portugal, il pourrait protéger les opprimés, faire preuve de chevalerie et d’abnégation, défendre l’ordre constitutionnel et profiter de la liberté d’action qu’il convoitait ».
L’idée d’abdiquer et de retourner au Portugal prend donc peu à peu racine dans l’esprit de l’empereur et, à partir de 1829, il en parle de plus en plus fréquemment,,. Une occasion se présente bientôt quand le Parti libéral montre son soutien à des bandes qui harcèlent la communauté portugaise à Rio de Janeiro. Le 11 mars 1831, les Portugais ripostent lors de ce qui est connu sous le nom de Noite das Garrafadas (« Nuit des Bouteilles brisées ») et l’agitation saisit les rues de la capitale,. Le 5 avril, Pierre renvoie le cabinet libéral, qui n’est au pouvoir que depuis le 19 mars, en réaction contre son incapacité à restaurer l’ordre. Une foule immense, poussée par les radicaux, se réunit alors dans le centre-ville de Rio dans l’après-midi du 6 avril pour exiger le rétablissement immédiat du cabinet disgracié. À cela, le souverain répond : « Je ferai tout pour le peuple mais rien [obligé] par le peuple »,,. Mais, peu après la tombée de la nuit, des troupes armées, parmi lesquelles la propre garde de l’empereur, font désertion et rejoignent les protestataires. Pierre Ier réalise alors combien il est isolé et coupé des affaires brésiliennes. À la surprise générale, il prend donc la décision d’abdiquer vers trois heures du matin, le 7 avril,,.
Lorsqu’il délivre à un messager le document par lequel il renonce au trône, il déclare : « Vous avez ici mon acte d’abdication, je retourne en Europe et je laisse un pays que j’ai beaucoup aimé et que j’aime toujours »,.

## Retour en Europe

### Un père absent mais attentionné
Tôt dans la matinée du 7 avril 1831, Pierre, son épouse Amélie, sa sœur l’infante Anne de Jésus et sa fille Marie II embarquent sur le navire de guerre britannique HMS Warspite. Cependant, le vaisseau reste ancré dans la baie de Rio de Janeiro et, le 13 avril, les Bragance sont transférés sur le HMS Volage, tandis que Marie II, la marquise de Loulé, sœur de l'ex-empereur, et leur suite composée d'une trentaine de personnes, montent à bord de la corvette française La Seine. Les deux bâtiments font voile vers Brest, mais pour des raisons météorologiques La Volage est détournée vers Cherbourg, alors que La Seine, après une relâche à l'île de Gorée, dans la rade de Dakar, atteint Brest le 14 juillet, après 92 jours de mer,,.

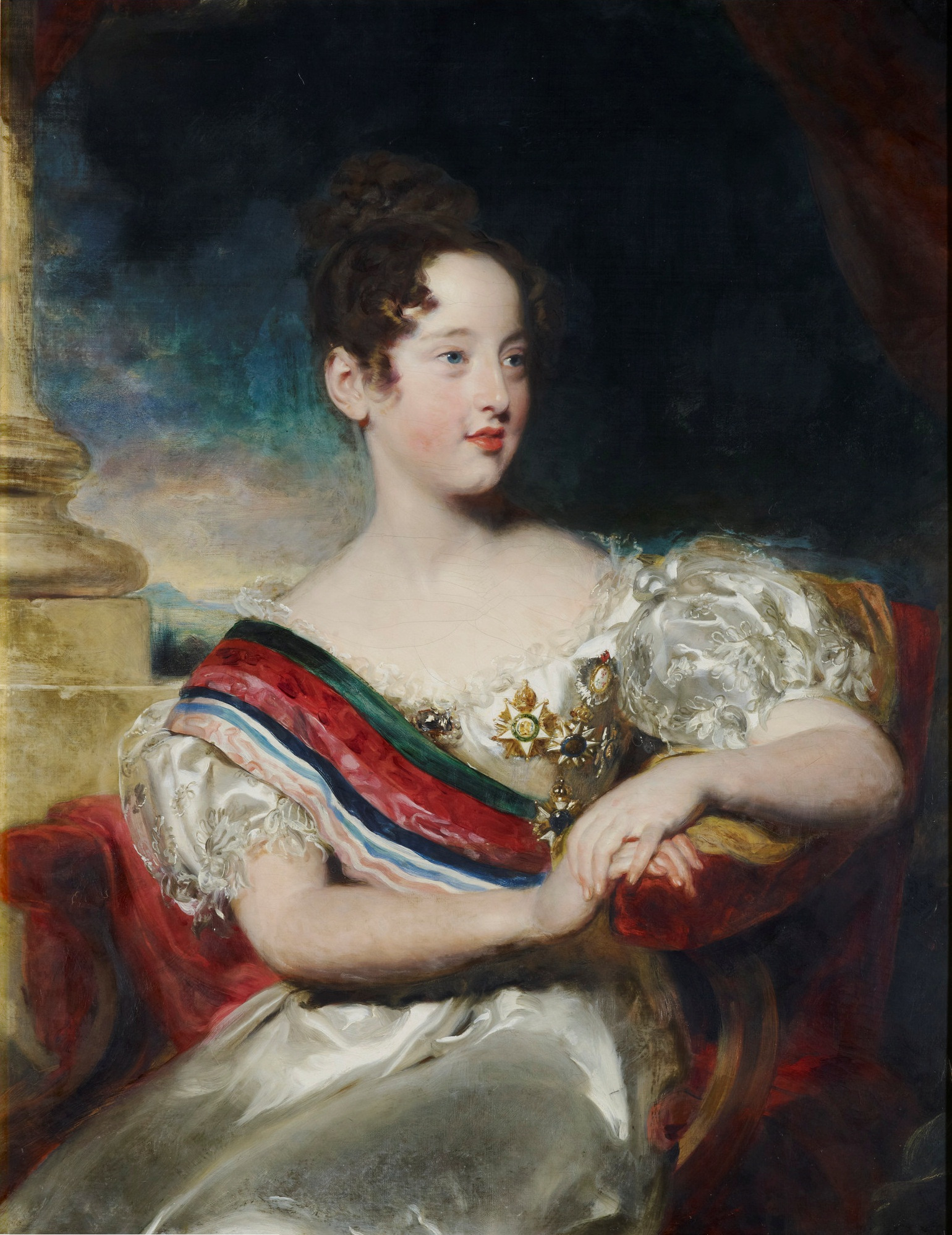
La jeune Marie II de Portugal, à l’âge de dix ans. Tableau de Thomas Lawrence, 1829.

Arrivé à Cherbourg le 10 juin,, l’empereur déchu passe les mois suivants entre la France et le Royaume-Uni. Il est alors reçu chaleureusement par Louis-Philippe Ier et Guillaume IV mais ne reçoit aucun soutien concret de leurs gouvernements. Désormais sans fonction officielle et sans véritable lien avec les cours brésilienne et portugaise, Pierre reprend, le 15 juin 1831, le titre de duc de Bragance qui était le sien lorsqu’il n’était qu’héritier du trône de Portugal. En temps normal, ce titre aurait dû être porté par l’héritier de Marie II mais le choix du souverain déchu est toutefois reconnu sans difficulté par ses interlocuteurs européens,.
Le 1er décembre naît à Paris la princesse Marie-Amélie, seule fille de Pierre et de sa deuxième épouse. Ravi d’être à nouveau père, le duc de Bragance n’en oublie pas pour autant ses enfants restés au Brésil sous la garde de José Bonifácio de Andrada. Il leur écrit des lettres poignantes dans lesquelles il leur explique combien ils lui manquent et leur demande de faire preuve de sérieux dans leurs études. De fait, peu de temps avant son abdication, Pierre a déclaré à son fils et successeur : « Je veux que mon frère Michel et moi-même soyons les derniers Bragance à avoir reçu une mauvaise éducation »,. Charles Napier, un officier de marine britannique qui combat sous la bannière de l’ancien souverain dans les années 1830, remarque quant à lui que les « qualités [de Pierre] étaient les siennes [mais] sa raison défaillante lui venait de son éducation ; et personne n’était plus sensible à ce défaut que lui-même »,.
Les lettres du duc de Bragance à Pierre II sont souvent écrites dans un registre de langue bien supérieur à celui intelligible par un simple garçonnet et les historiens considèrent aujourd’hui qu’elles renferment en réalité des conseils que Pierre II pourrait consulter une fois devenu adulte. L’une de ces lettres nous renseigne sur la philosophie politique du duc de Bragance. Il y écrit : « L’époque où les princes étaient respectées uniquement parce qu’ils sont des princes a pris fin ; au siècle où nous vivons, où les peuples sont assez bien informés de leurs droits, il est nécessaire que les princes sachent et se tiennent au fait qu’ils sont des hommes et non des divinités, que pour eux la connaissance et le bon sens sont indispensables afin d’être rapidement aimés plutôt que respectés. » Puis, le duc de Bragance conclut : « Le respect d’un peuple libre pour son souverain doit naître de la conviction que le monarque est capable de lui faire atteindre ce niveau de bonheur auquel il aspire, et si tel n’est pas le cas, à souverain malheureux, malheureux peuple »,,.

### La guerre de restauration
Dans la capitale française, Pierre devient l’ami du marquis de La Fayette, qui lui apporte son soutien dans la lutte pour la reconquête du Portugal
,. Après près d’un an entre la France et l’Angleterre, le duc de Bragance quitte finalement Paris le 25 janvier 1832. Il fait alors ses adieux à sa famille, à La Fayette et à près de deux cents sympathisants. Avant son départ, il s’agenouille devant la jeune Marie II et déclare solennellement : « Madame, voici un général portugais qui fera respecter vos droits et restaurer votre couronne », ce qui lui vaut d’être embrassé par sa fille, en larmes,,. Puis, il embarque pour l’archipel des Açores, seul territoire portugais à être resté fidèle à Marie II, et s’y fait proclamer régent. Après quelques mois de préparation, le duc de Bragance et ses troupes prennent pied sur le continent et débarquent sans coup férir à Porto le 9 juillet,,. L’ex-empereur prend alors la tête d’une petite armée composée de libéraux portugais, comme Almeida Garrett et Alexandre Herculano, de mercenaires étrangers et de volontaires comme le petit-fils de La Fayette, Jules de Lasteyrie,,.

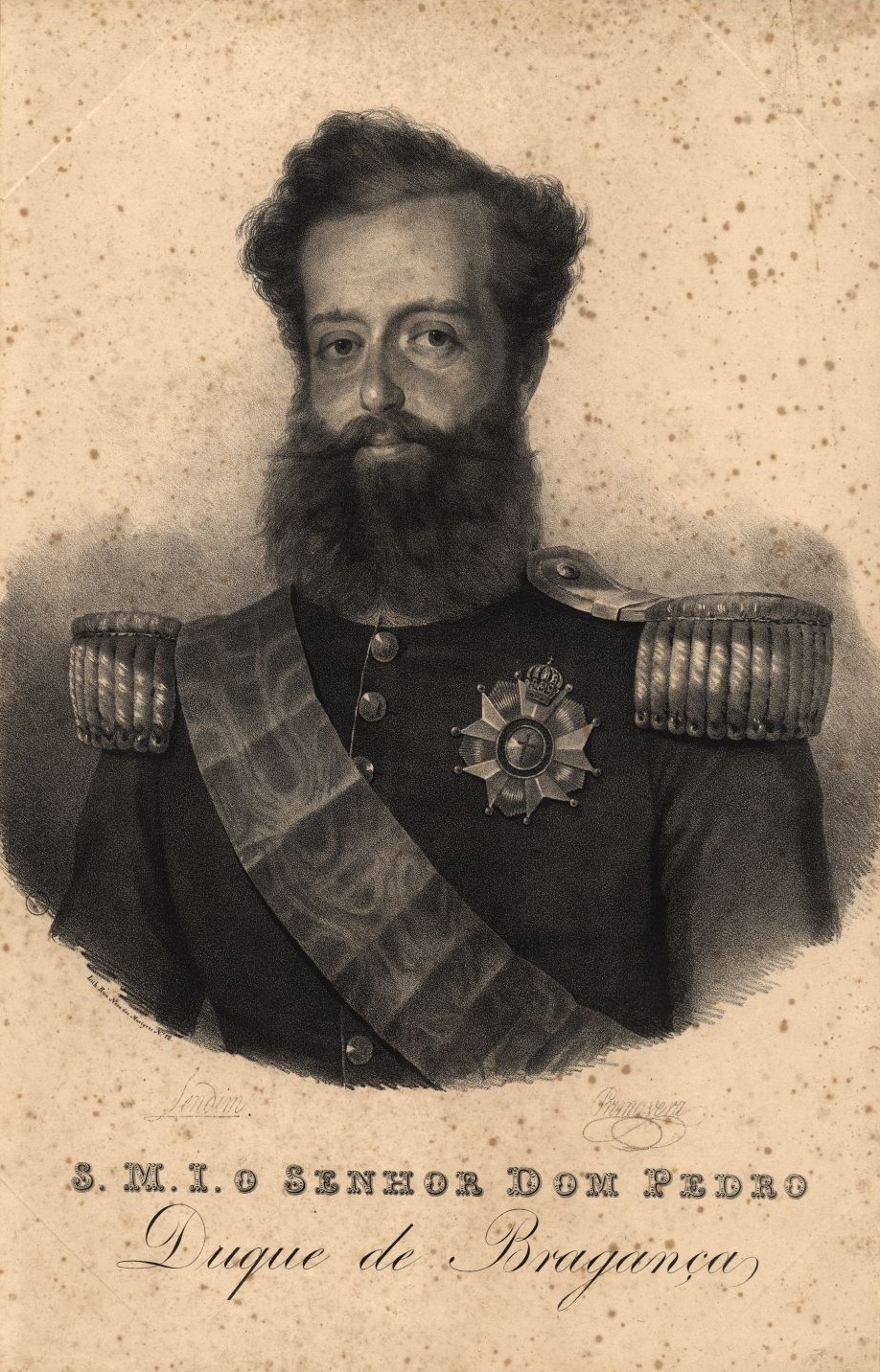
Le duc de Bragance, âgé de 35 ans. Lui et ses partisans ont juré de ne pas raser leur barbe avant la restauration de Marie II. Œuvre de Maurício José do Carmo Sendim, 1833.

Beaucoup moins nombreuses que les forces de Michel, les troupes libérales sont assiégées à Porto durant plus d’un an. C’est d’ailleurs dans cette ville que Pierre reçoit la nouvelle de la mort de sa fille Paule, restée au Brésil sous la garde de José Bonifácio de Andrada. Face à ce nouveau drame, l’ex-empereur fait deux requêtes au tuteur de ses enfants : la première est de lui garder une mèche des cheveux de la princesse ; la seconde consiste à placer la dépouille de la princesse dans le couvent de Notre-Dame-du-Bon-Secours, aux côtés de celle de l’impératrice Marie-Léopoldine.
Plusieurs mois plus tard, en septembre, Pierre retrouve Antônio Carlos de Andrada, l’un des frères de José Bonifácio venu du Brésil pour lui parler. Membre du parti restaurateur, l’homme politique cherche à obtenir le retour du duc de Bragance au Brésil et sa restauration en tant que régent du jeune Pierre II. Cependant, l’ex-empereur comprend vite que le parti restaurationniste cherche à l’utiliser pour arriver au pouvoir. Il demande alors à Antônio Carlos une série de garanties visant à prouver que son retour est bien désiré par une majorité de Brésiliens et non par une simple faction. Il insiste pour qu’une Assemblée générale soit convoquée et que ce soit elle qui lui adresse une demande officielle de retour, par le biais d’une délégation de députés,.
Tout au long de la guerre civile, le duc de Bragance charge des canons, creuse des tranchées, secourt des blessés, partage le quotidien de ses troupes et côtoie la mort au combat,,,. La cause libérale étant sur le point d’échouer face aux miguelistes, l’ancien souverain prend le risque de diviser ses forces et d’envoyer une partie de ses troupes envahir par la mer le sud du Portugal (débarquement de Mindelo). L’Algarve tombe alors sous domination libérale et les forces de Pierre prennent la direction de Lisbonne, qui capitule le 24 juillet. Pierre organise ensuite la reconquête du reste du pays mais, au moment où le conflit semble sur le point de prendre fin, éclate en Espagne la Première Guerre carliste. Opposé à sa nièce Isabelle II, l’infant Charles se proclame roi d’Espagne sous le nom de « Charles V » et fait alliance avec son beau-frère Michel Ier contre les forces libérales coalisées de toute la péninsule Ibérique. La guerre se poursuit donc jusqu’au 26 mai 1834, date à laquelle sont signés les Accords d’Evora-Monte qui chassent Michel Ier et ses descendants du Portugal,.

### Décès et inhumations

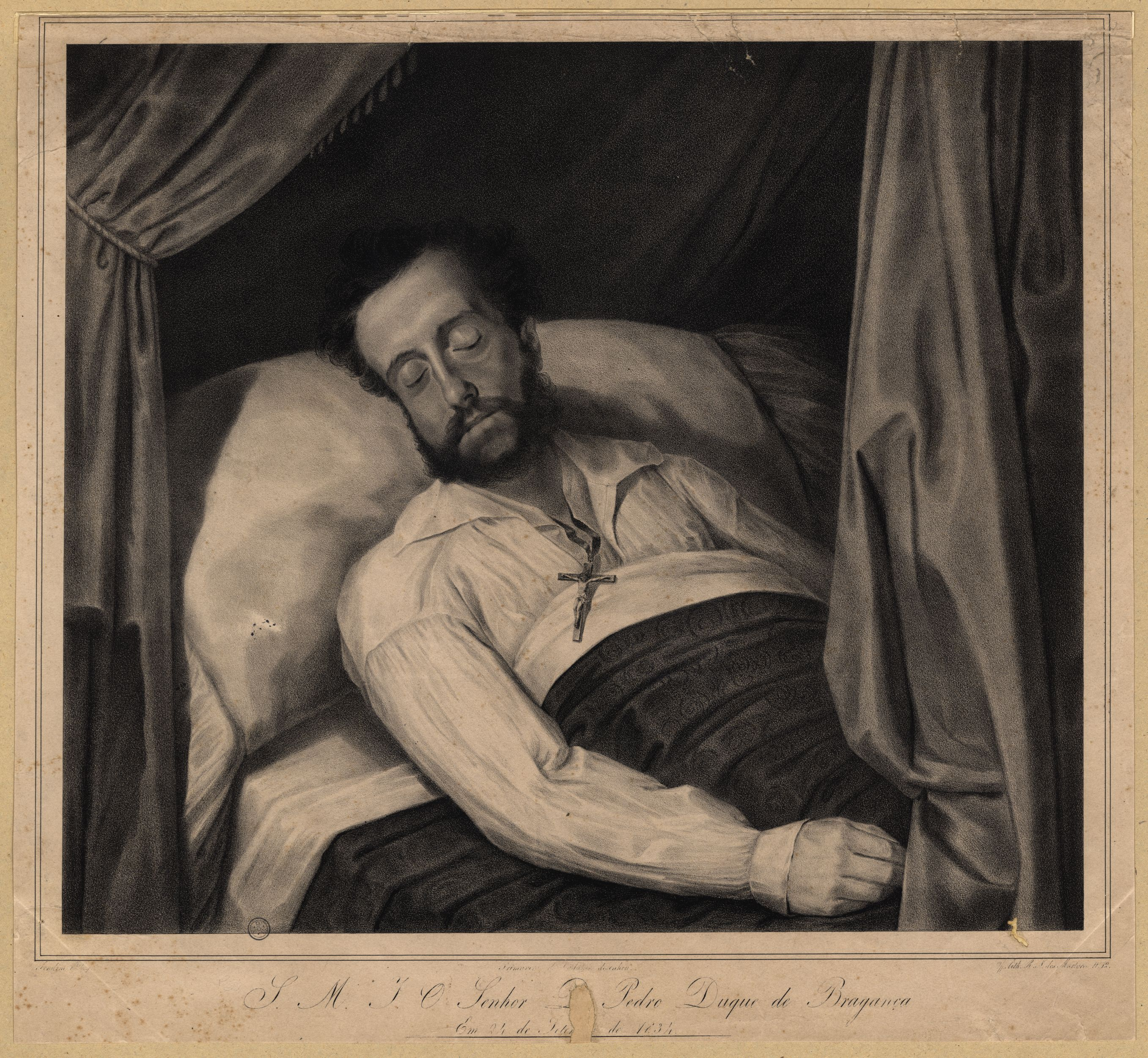
Pierre sur son lit mortuaire. Lithographie de José Joaquim Rodrigues Primavera, 1834.

En dehors des crises d’épilepsie dont il souffre épisodiquement, Pierre jouit tout au long de sa vie d’une excellente santé,. Cependant, la guerre civile mine sa robuste constitution et il contracte la tuberculose au Portugal. En 1834, son état de santé est déjà fort préoccupant et il est confiné au lit au palais de Queluz à partir du 10 septembre,.
Avant de mourir, il écrit une lettre aux Brésiliens pour leur demander d’abolir graduellement l’esclavage. Dans ce document, il avertit son peuple : « L’esclavage est un mal et une attaque contre les droits et la dignité de l’espèce humaine, mais ses conséquences sont moins nuisibles à ceux qui souffrent en captivité qu’à la Nation dont les lois permettent l’esclavage. C’est un cancer qui dévore sa moralité ».
Après une longue et pénible maladie, il meurt le 24 septembre 1834 à 14 h 30. À sa demande, son cœur est placé dans l’église de Lapa à Porto tandis que son corps est placé dans le Panthéon royal des Bragance du monastère de Saint-Vincent de Fora à Lisbonne,,.
L’annonce de la mort de l’ex-empereur arrive à Rio de Janeiro le 20 novembre, mais ses enfants n’en sont pas informés avant le 2 décembre. Andrada, qui n’est plus tuteur des enfants impériaux à cette date, écrit alors à Pierre II et à ses sœurs Janvière et Françoise : « Dom Pierre n’est pas mort. Seuls les hommes ordinaires meurent, pas les héros »,.
En 1972, lors du 150e anniversaire de l’indépendance brésilienne, la dépouille mortelle de Pierre (son cœur excepté) est transférée au Brésil comme il l’avait demandé dans son testament. Une cérémonie officielle est alors organisée à São Paulo et les restes de l’empereur sont placés dans le monument de l’Ipiranga, où ils reposent aujourd’hui aux côtés de ceux des impératrices Marie-Léopoldine et Amélie,.

## PierreIeret le Brésil

### Perception historiographique
Pierre Ier disparu, un regard objectif sur son règne devient possible. Le leader libéral Evaristo da Veiga, l’un des pires détracteurs de l’ancien souverain, fait ainsi une déclaration qui, selon l’historien Otávio Tarquinio Sousa, est devenue le point de vue dominant le concernant : « l’ancien empereur du Brésil n’était pas un prince de taille ordinaire... et la Providence a fait de lui un puissant instrument de libération, aussi bien au Brésil qu’au Portugal. Si nous [les Brésiliens] nous existons en tant que corps dans une nation libre, si notre terre n’a pas éclaté en petites république ennemies, où seuls l’anarchie et l’esprit militaire prédominent, nous le devons beaucoup à la résolution qu’il a prise de rester parmi nous, en poussant le premier le cri de l’indépendance. [...] Si le [Portugal] a été libéré de la plus sombre et avilissante tyrannie... s’il bénéficie des avantages apportés par un gouvernement représentatif des gens éduqués, il le doit à Dom Pierre d’Alcantara, dont la fatigue, les souffrances et les sacrifices pour la cause portugaise lui ont gagné dans un haut degré le tribut de la gratitude nationale »,.

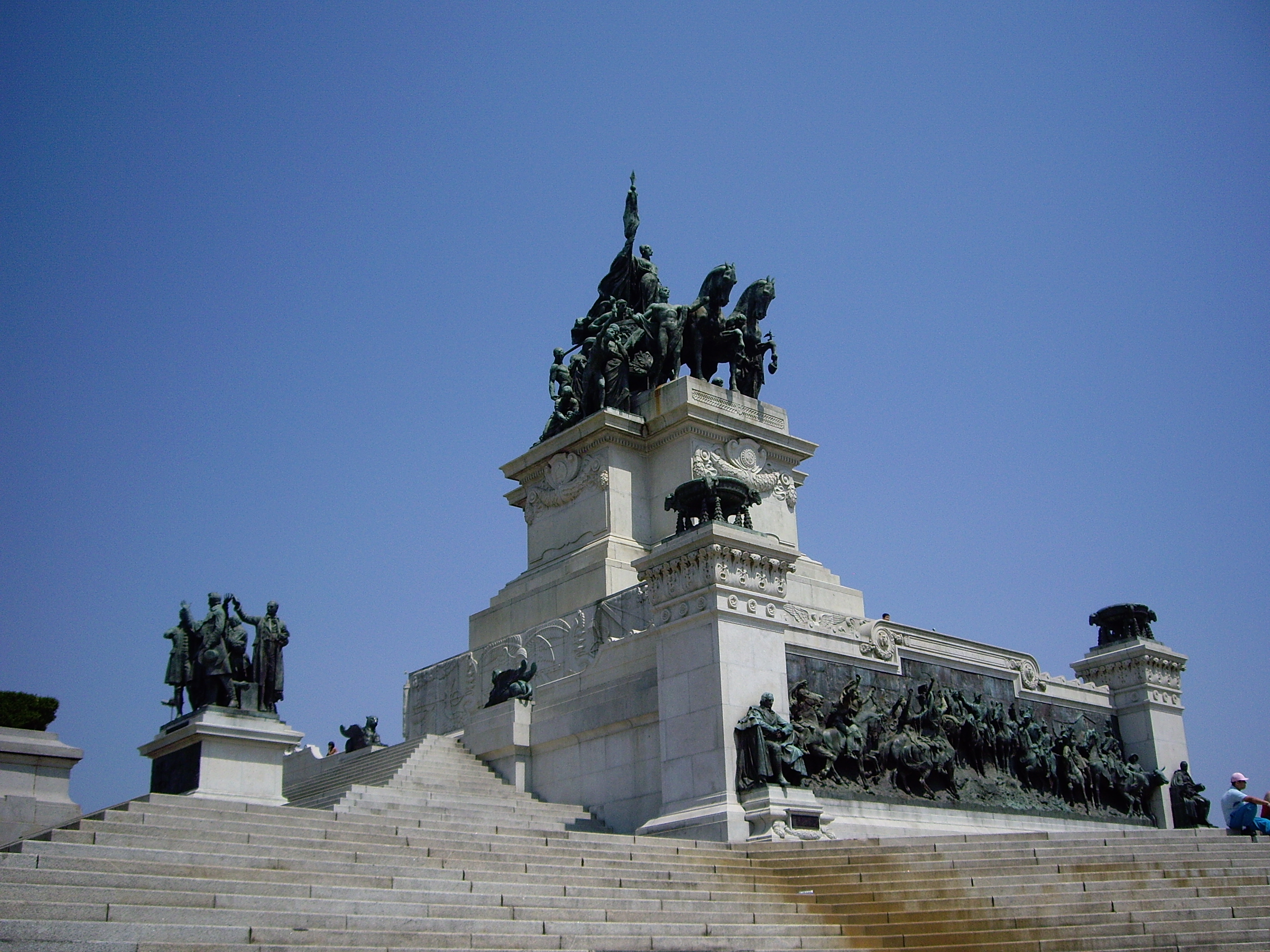
Le monument de l’Ipiranga, où sont inhumés Pierre Ier et ses deux épouses successives.

Pourtant, la proclamation de la république à Rio de Janeiro en 1889 contribue à ternir pour longtemps l’image du souverain auprès de la population brésilienne. Le nouveau régime et ses représentants dépeignent en effet le monarque comme un despote arbitraire, davantage préoccupé par ses nombreuses liaisons que par le sort de son pays. Il faut ainsi attendre 1952 et la publication de A vida de D. Pedro I par l’historien Otávio Tarqüínio de Souza pour que ce portrait soit à nouveau nuancé.

### Bilan du règne au Brésil

Le Brésil et les provinces brésiliennes en 1822.

Lorsque Pierre Ier quitte le Brésil en 1831, le pays est devenu la première puissance d'Amérique latine. Son armée, forte de près de 24 000 hommes, est aussi bien équipée et préparée que ses équivalentes européennes, bien que très inférieure en nombre. La marine brésilienne possède quant à elle plus de 80 navires de guerre. Alors que les nations hispano-américaines connaissent les guerres civiles, les pronunciamiento, les dictatures et les implosions, le Brésil commence à financer son développement industriel en 1826.
Sous le régime impérial, le Brésil bénéficie de la liberté de la presse et du respect des libertés fondamentales. Des élections y ont lieu périodiquement. La constitution adoptée par Pierre Ier en 1824 ne connaît qu'une grande évolution en 1834 et reste ensuite en vigueur jusqu'à la chute de la monarchie ; elle est alors la troisième plus ancienne loi fondamentale de la planète.
Il reste que la plus grande réussite de Pierre Ier consiste à avoir préservé l'intégrité territoriale d'un empire de taille continentale, au moment où les forces centrifuges de l'Amérique hispanique faisaient éclater les plus grandes nations. Grâce à Pierre Ier, les habitants des actuels États du Roraima (au nord), du Rio Grande do Sul (au sud), du Paraiba (à l'est) ou de l'Acre (à l'ouest) sont tous membres d'une même nation : le Brésil.

## Distinctions
- Pierre Ier est grand maître des ordres brésiliens suivants :
  - Ordre du Christ ;
  - Ordre impérial d’Aviz ;
  - Ordre impérial de Sant’Iago de l’Épée ;
  - Ordre national de la Croix du Sud ;
  - Ordre de Pierre Ier ;
  - Ordre de la Rose[293].

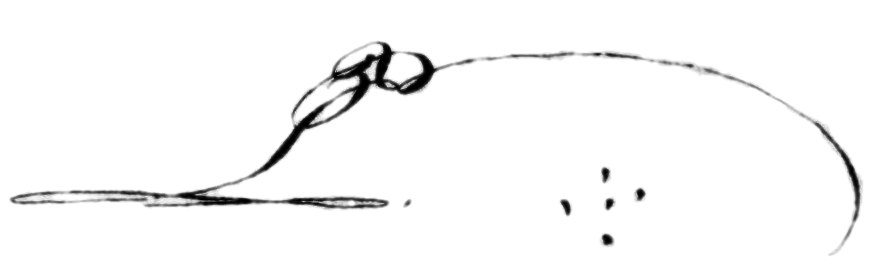
Initiales de l’empereur sur des documents officiels.

- En tant que roi de Portugal, Pierre IV est également grand maître des ordres portugais suivants :
  - Ordre du Christ ;
  - Ordre d’Aviz ;
  - Ordre de Sant’Iago de l’Épée ;
  - Ordre de la Tour de l’Épée ;
  - Ordre de l’Immaculée Conception de Vila Viçosa[7].
- Après avoir abdiqué la couronne portugaise, il est fait :
  - Grand-croix de l’Ordre de la Tour et de l’Épée (20 septembre 1834)[149].
- Il est également récipiendaire des ordres étrangers suivants :
  - Chevalier de l’Ordre de la Toison d’or (Espagne) ;
  - Grand-croix de l’Ordre de Charles III (Espagne) ;
  - Grand-croix de l’Ordre d’Isabelle la Catholique (Espagne) ;
  - Grand-croix de l’Ordre de Saint-Louis (France) ;
  - Chevalier de l’Ordre du Saint-Esprit (France) ;
  - Chevalier de l’Ordre de Saint-Michel (France) ;
  - Grand-croix de l’Ordre de Saint-Étienne (Autriche)[294].

## Œuvres de l’empereur

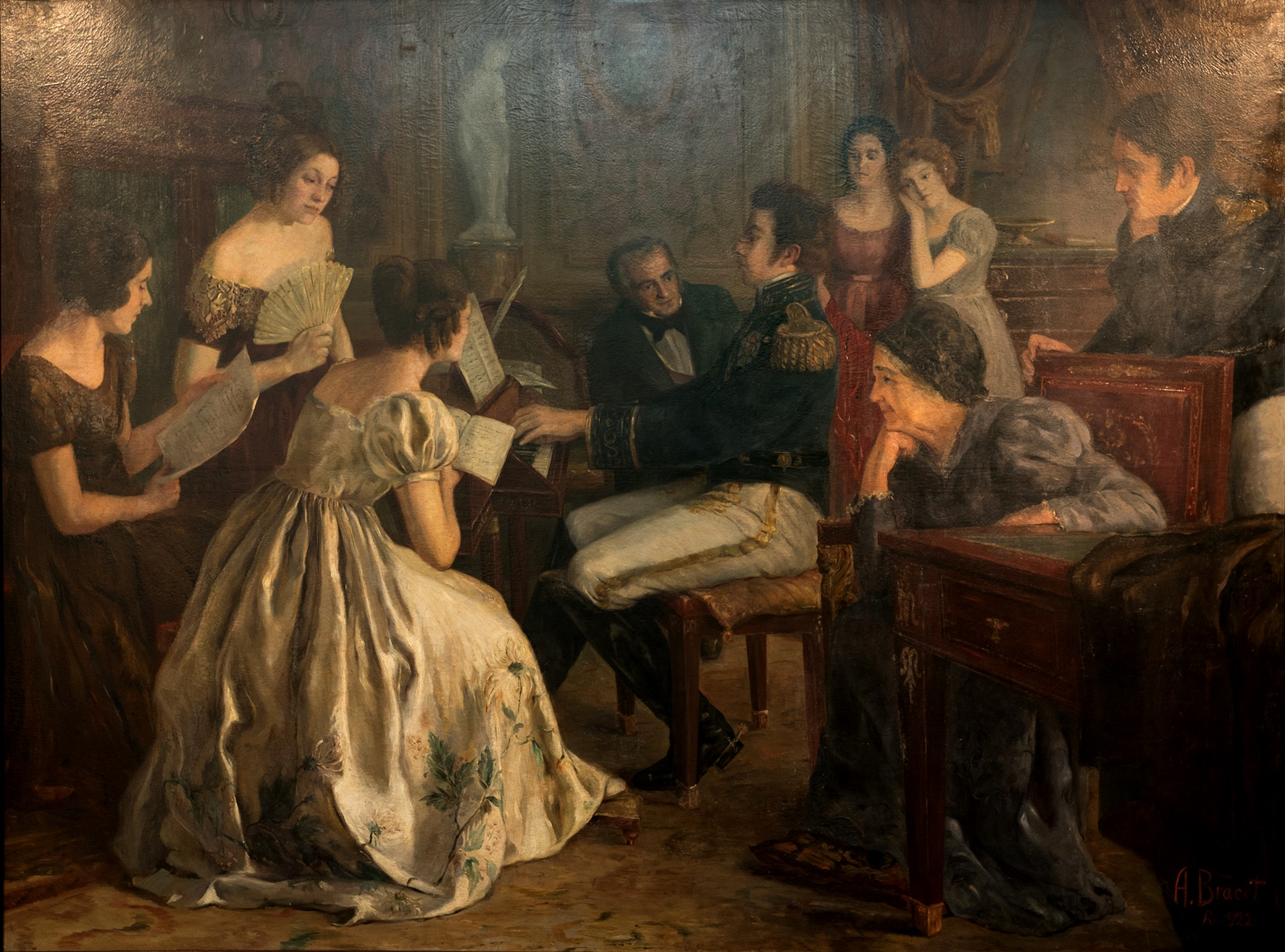
Pierre Ier composant l’Hymne de l’indépendance. Œuvre d’Augusto Braga, 1922.

- Féru de musique, Pierre a composé plusieurs chansons. Parmi celles-ci, on peut citer :
  - L’Hymne de la Franc-maçonnerie (1822) qui est le chant officiel de la franc-maçonnerie brésilienne ;
  - L’Hymne de l’indépendance (1822) qui est longtemps resté l’hymne national du Brésil et qui est toujours joué dans certaines occasions officielles ;
  - L’Hymne de la Charte (1834) qui a été l’hymne officiel du Portugal entre 1834 et 1910[295].
- Pierre Ier est par ailleurs considéré comme l’un des rédacteurs principaux de deux lois fondamentales :
  - La constitution brésilienne de 1824 ;
  - La charte constitutionnelle portugaise de 1826.

## L’empereur dans la culture populaire

### En littérature
Pierre Ier apparaît dans les œuvres :
- O Chalaça, autobiographie fictive publiée par José Roberto Torero en 1995[296] ;
- Imperatriz no Fim do Mundo: Memórias Dúbias de Amélia de Leuchtenberg, biographie romancée écrite par Ivanir Calado en 1997[297] ;
- Chalaça, o Amigo do Imperador, bande-dessinée brésilienne écrite par André Diniz et illustrée par Antônio Éder en 2005[298] ;
- Brasil, roman de Jean-Paul Delfino publié en 2013.

### En musique
Pierre Ier apparaît dans l’opéra O Chalaça du compositeur brésilien Francisco Mignone (1973).

### Au cinéma
Le rôle de Pierre Ier est interprété par :
- Achiles Lambertini dans le film muet O Grito do Ipiranga (1917) ;
- Tarcísio Meira et son fils Tarcísio Filho dans le film Independência ou Morte (1972) ;
- Marcos Palmeira dans le film Carlota Joaquina, Princesa do Brazil (1995).

### À la télévision
Le rôle de Pierre Ier est interprété par :
- Tarcísio Meira dans la telenovela Saramandaia (1976) ;
- Gracindo Júnior dans la mini-série Marquesa de Santos (1984) ;
- Tarcísio Filho dans la telenovela Dona Beija (1986) ;
- Pedro Palli dans la mini-série Entre o Amor e a Espada (2001) ;
- Marcos Pasquim dans la mini-série O Quinto dos Infernos (2002) ;
- Reynaldo Gianecchini dans l’émission spéciale de Noël O Natal do Menino Imperador (2008) ;
- Nizo Neto dans l’émission télévisée Zorra Total (2011-2012).

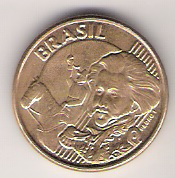
Pièce brésilienne de 10 centimes de réaux à l’effigie de l’empereur.

### En numismatique
L’effigie de Pierre Ier apparaît à plusieurs reprises sur des pièces de monnaie et des billets de banque brésiliens.
- sur le billet de 200 cruzeiros émis en 1951 ;
- sur le billet de 5 cruzeiros émis en 1970 ;
- sur les pièces de 1 et 20 cruzeiros émises à l’occasion de la commémoration des 150 ans de l’indépendance du Brésil, en 1972 ;
- sur la pièce de 10 centimes de réaux en circulation depuis 1997.

### En phaléristique
l’Ordre de Pierre Ier est un ordre de chevalerie créé par l’empereur le 16 avril 1826 afin de commémorer la reconnaissance de l’indépendance brésilienne par les autres nations.

### Fondation
La Fondation Dom-Pedro-IV est une fondation portugaise spécialisée dans l’aide sociale à l’enfance. Créée par le duc de Bragance le 8 mai 1834, elle est toujours en activité aujourd’hui.

### Lieux et monuments

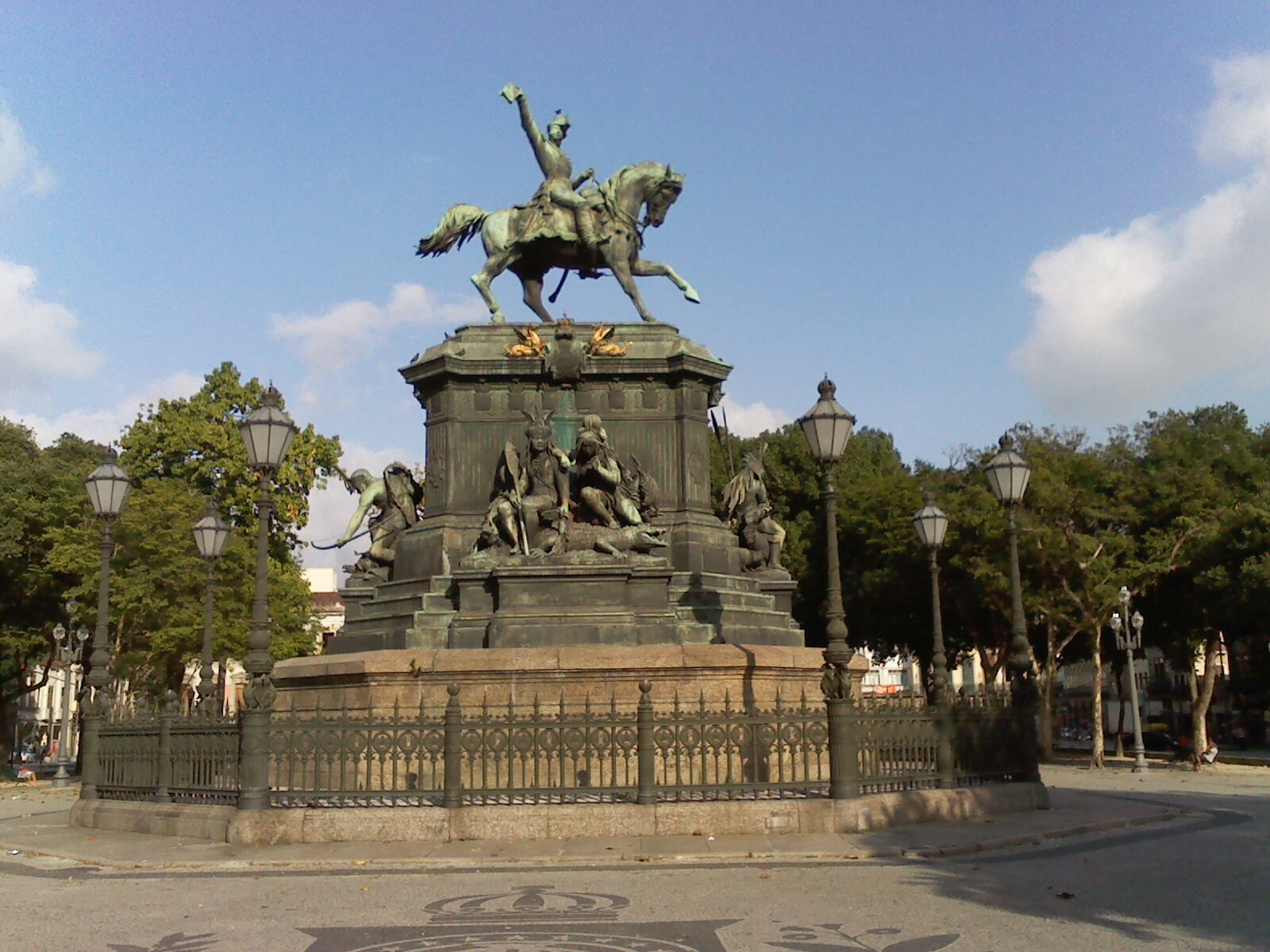
Statue équestre de Pierre Ier, première sculpture publique du Brésil, située à Rio de Janeiro, et érigée en 1862 en hommage à la proclamation de l'indépendance du pays.

- au Brésil, la Rodovia Dom Pedro I est une autoroute située dans l’État de São Paulo. Longue de 126 km, elle a été inaugurée en 1972 ;
- au Portugal, la place Pierre-IV (aussi connue sous son ancien nom de Rossio) est l’une des principales places de Lisbonne ;
- à Porto, le monument à Pierre IV de Portugal est une statue équestre réalisée par le sculpteur français Célestin-Anatole Calmels. Inauguré le 19 octobre 1866, il mesure 10 mètres de hauteur et pèse cinq tonnes.

### Dans la marine
- le Pedro Primeiro est un navire de guerre brésilien de la guerre d’indépendance. Confisqué aux Portugais après la proclamation de l’indépendance, il est confié à Thomas Cochrane qui l’utilise pour reconquérir plusieurs villes du nord ;
- le Dom Pedro I est un navire de guerre acquis par la marine brésilienne en 1926. Construit en 1908, il avait auparavant appartenu à la flotte australienne, sous le nom de SS Wyreema.

### Biographies dePierreIer
- (pt) Pedro Calmon, O Rei Cavaleiro, São Paulo, Edição Saraiva, 1950
- (en) Sérgio Corrêa da Costa, Every Inch a King : A Biography of Dom Pedro I First Emperor of Brazil, Londres, Robert Hale, 1972 (ISBN 978-0-7091-2974-5)
- (en) Sérgio Corrêa da Costa, As quatro coroas de D. Pedro I, Rio de Janeiro, Paz e Terra, 1995 (ISBN 978-85-219-0129-7)
- (pt) Isabel Lustosa, D. Pedro I : um herói sem nenhum caráter, São Paulo, Companhia das Letras, 2006 (ISBN 978-85-359-0807-7)
- (en) Neill Macaulay, Dom Pedro : The Struggle for Liberty in Brazil and Portugal, 1798–1834, Durham, Caroline-du-Nord, Duke University Press, 1986 (ISBN 978-0-8223-0681-8)
- (pt) Alberto Rangel, Dom Pedro Primeiro e a Marquesa de Santos, Tours, Arrault, 1928
- (pt) Palácio de Queluz, D. Pedro d'Alcântara de Bragança, 1798–1834, Lisbonne, Secretária de Estado, 1986
- (pt) Otávio Tarquínio de Sousa, A vida de D. Pedro I, vol. 1, Rio de Janeiro, José Olympio, 1972
- (pt) Otávio Tarquínio de Sousa, A vida de D. Pedro I, vol. 2, Rio de Janeiro, José Olympio, 1972
- (pt) Otávio Tarquínio de Sousa, A vida de D. Pedro I, vol. 3, Rio de Janeiro, José Olympio, 1972

### SurPierreIeret sa famille
- (en) Roderick J. Barman, Citizen Emperor : Pedro II and the Making of Brazil, 1825–1891,, Stanford, Californie, Stanford University Press, 1999 (ISBN 978-0-8047-3510-0)
- (pt) João Carlos Feo Cardoso de Castello Branco, Resenha das familias titulares do reino de Portugal : Acompanhada das notícias biográphicas de alguns indivíduos da mesmas famílias, Lisbonne, Imprensa Nacional, 1838
- (pt) Pedro Calmon, História de D. Pedro II, vol. 1-5, Rio de Janeiro, J. Olympio, 1975
- (pt) Heitor Lyra, História de Dom Pedro II (1825–1891) : Ascenção (1825–1870), vol. 1, Belo Horizonte, Itatiaia, 1977
- (pt) Francisco de Aragão Morato, Memória sobre a soccessão da coroa de Portugal, no caso de não haver descendentes de Sua Magestade Fidelíssima a rainha D. Maria II, Lisbonne, Typographia de Firmin Didot, 1835
- (pt) Lígia Lemos Torres, Imperatriz Dona Amélia, São Paulo, Elvino Pocai, 1947
- (pt) Hélio Vianna, D. Pedro I e D. Pedro II. Acréscimos às suas biografias, São Paulo, Companhia Editora Nacional, 1966
- (pt) Claudia Thomé Witte, « A outra noiva do imperador: O casamento com D. Pedro I e toda a trajetória no Brasil da princesa bávara Amélia de Leuchtenberg », Revista de História,‎ 6 septembre 2010 (lire en ligne [archive du 6 novembre 2016])

### Histoire du Brésil
- (en) John Armitage, The History of Brazil, from the period of the arrival of the Braganza family in 1808, to the abdication of Don Pedro The First in 1831, vol. 2, Londres, Smith, Elder & Co, 1836
- (en) Roderick J. Barman, Brazil : The Forging of a Nation, 1798–1852, Stanford, Californie, Stanford University Press, 1988 (ISBN 978-0-8047-1437-2)
- (pt) Horácio Rodrigues da Costa, « Os Testemunhos do Grito do Ipiranga », Revista do Instituto Histórico e Geográfico Brasileiro, vol. 295,‎ 1972
- (pt) Sérgio Buarque de Holanda, História Geral da Civilização Brasileira : Declínio e Queda do Império, São Paulo, Difusão Europeia do Livro, 1974, 2e éd.
- (pt) Fernando Jorge, Os 150 anos da nossa independendência, Rio de Janeiro, Mundo musical, 1972
- (pt) Manuel de Oliveira Lima, O movimento da Independência, Rio de Janeiro, Topbooks, 1997
- (pt) Prado Maia, A Marinha de Guerra do Brasil na Colônia e no Império, Rio de Janeiro, Cátedra, 1975, 2e éd.
- (en) Jeffrey D. Needell, The Party of Order : the Conservatives, the State, and Slavery in the Brazilian Monarchy, 1831–1871, Stanford, Californie, Stanford University Press, 2006 (ISBN 978-0-8047-5369-2)
- (pt) José Fernando Maya Pedrosa, A Catástrofe dos Erros : razões e emoções na guerra contra o Paraguai, Rio de Janeiro, Biblioteca do Exército, 2004
- (pt) José Carlos Rodrigues, A Constituição política do Império do Brasil, Rio de Janeiro, 1863
- (pt) José Honório Rodrigues, Independência : revolução e contra-revolução, vol. 4, Rio de Janeiro, Livraria Francisco Alves Editora, 1975
- (pt) Eugénio Francisco dos Santos, « Fruta fina em casca grossa », Revista de História da Biblioteca Nacional, vol. 74,‎ 2011 (ISSN 1808-4001)
- (pt) Ronaldo Vainfas, Dicionário do Brasil Imperial, Rio de Janeiro, Objetiva, 2002
- (pt) Tamás Szmrecsany et José Roberto do Amaral Lapa, História Econômica da Independência e do Império, São Paulo, USP, 2002
- (pt) Hélio Vianna, Vultos do Império, São Paulo, Companhia Editora Nacional, 1968
- (pt) Hélio Vianna, História do Brasil : período colonial, monarquia e república, São Paulo, Melhoramentos, 1994 (ISBN 978-85-06-01999-3)

### Histoire du Portugal
- (en) David Birmingham, A Concise History of Portugal, Cambridge, Cambridge University Press, 2003 (ISBN 0-521-53686-3)
- (fr) Christian Rudel, Les Açores : Un archipel au cœur de l'Atlantique, Paris, Khartala éditions, 2002 (ISBN 978-2-84586-254-8)
- (pt) José Hermano Saraiva, História Concisa de Portugal, Lisbonne, Publicações Europa-América, 2007, 24e éd.
- (en) António José Saraiva, The Marrano Factory : The Portuguese Inquisition and Its new Christians 1536–1765, Leiden, Pays-Bas, Brill, 2001 (ISBN 90-04-12080-7)